# Episodi di Supernatural (undicesima stagione)

Logo dell'undicesima stagione

L'undicesima stagione della serie televisiva Supernatural, composta da 23 episodi, è stata trasmessa in prima visione assoluta negli Stati Uniti dal canale The CW dal 7 ottobre 2015 al 25 maggio 2016.
In Italia la stagione è trasmessa da Rai 4 dal 1º giugno 2017.
Ritornano come special guest star Jim Beaver, Steven Williams e Rob Benedict nei loro rispettivi ruoli di Bobby Singer, Rufus Turner e Chuck il profeta.
Gli antagonisti principali della stagione sono Amara e Lucifero.
| n° | Titolo originale                   | Titolo italiano         | Prima TV USA     | Prima TV Italia |
| -- | ---------------------------------- | ----------------------- | ---------------- | --------------- |
| 1  | Out of the Darkness, Into the Fire | Dall'oscurità al fuoco  | 7 ottobre 2015   | 1º giugno 2017  |
| 2  | Form and Void                      | Involucri e vuoti       | 14 ottobre 2015  | 1º giugno 2017  |
| 3  | The Bad Seed                       | Il seme cattivo         | 21 ottobre 2015  | 1º giugno 2017  |
| 4  | Baby                               | Baby                    | 28 ottobre 2015  | 8 giugno 2017   |
| 5  | Thin Lizzie                        | L'esile Lizzie          | 4 novembre 2015  | 8 giugno 2017   |
| 6  | Our Little World                   | Il nostro piccolo mondo | 11 novembre 2015 | 15 giugno 2017  |
| 7  | Plush                              | Maschere assassine      | 18 novembre 2015 | 15 giugno 2017  |
| 8  | Just My Imagination                | L'amico immaginario     | 2 dicembre 2015  | 22 giugno 2017  |
| 9  | O Brother Where Are Thou?          | O fratello, dove sei?   | 9 dicembre 2015  | 22 giugno 2017  |
| 10 | The Devil in the Details           | Il Diavolo nei dettagli | 20 gennaio 2016  | 29 giugno 2017  |
| 11 | Into the Mystic                    | Demoni lontani          | 27 gennaio 2016  | 29 giugno 2017  |
| 12 | Don't You Forget About Me          | Non ti dimenticar di me | 3 febbraio 2016  | 6 luglio 2017   |
| 13 | Love Hurts                         | L'amore fa soffrire     | 10 febbraio 2016 | 6 luglio 2017   |
| 14 | The Vessel                         | La mano di Dio          | 17 febbraio 2016 | 13 luglio 2017  |
| 15 | Beyond the Mat                     | Al tappeto              | 24 febbraio 2016 | 13 luglio 2017  |
| 16 | Safe House                         | Casa sicura             | 23 marzo 2016    | 20 luglio 2017  |
| 17 | Red Meat                           | Carne rossa             | 30 marzo 2016    | 20 luglio 2017  |
| 18 | Hell's Angel                       | L'angelo dell'Inferno   | 6 aprile 2016    | 27 luglio 2017  |
| 19 | The Chitters                       | Il pigolio              | 27 aprile 2016   | 27 luglio 2017  |
| 20 | Don't Call Me Shurley              | Non chiamarmi Shurley   | 4 maggio 2016    | 3 agosto 2017   |
| 21 | All in the Family                  | Tutto in famiglia       | 11 maggio 2016   | 3 agosto 2017   |
| 22 | We Happy Few                       | Noi poco felici         | 18 maggio 2016   | 10 agosto 2017  |
| 23 | Alpha and Omega                    | Alfa e Omega            | 25 maggio 2016   | 10 agosto 2017  |

## Dall'oscurità al fuoco
- Titolo originale: Out of the Darkness, Into the Fire
- Diretto da: Robert Singer
- Scritto da: Jeremy Carver

### Trama
Dean, circondato dalla nube nera, incontra una donna e capisce che è l'Oscurità. Sam, intanto, si risveglia sull'Impala da solo: dopo il passaggio dell'Oscurità, Dean è scomparso e si appresta a ritrovarlo. Camminando per più di un chilometro, ritrova il fratello svenuto in una distesa d'erba. Quando Dean si risveglia, racconta di non ricordare di essere sparito dall'auto ma di rammentare nitidamente un incontro con una donna: l'Oscurità. Questa, infatti, ha ringraziato Dean per averla liberata finalmente dopo millenni e che lei e Dean erano in qualche modo legati. Intanto, Castiel è in una fattoria, nascosto in un capannone, dove rivive gli attimi in cui ha pugnalato Crowley, auto-convincendosi che il Re degli Inferi in realtà non è morto. Sam e Dean sono lungo una strada che conduce in una città vicina quando vedono decine di uomini morti con delle strane venature nere sul collo e subito capiscono che sono stati contagiati dall'Oscurità. I due incontrano Jenna, una poliziotta che, ferita, è riuscita a sopravvivere senza contagiare nulla dagli altri uomini che, intanto, lei ha dovuto uccidere. I fratelli Winchester, per curare Jenna, decidono di portarla in un ospedale dove scoprono che è completamente desolato e pieno di cadaveri di dottori ed infermieri. Mentre Dean cura la ferita di Jenna, Sam perlustra l'edificio scoprendo un uomo nascosto, Mike, con la sua bambina appena nata. Sam nota che l'uomo ha le stesse venature nere che avevano gli uomini che erano diventati rabbiosi quando Jenna era in strada con alcuni operai della manutenzione stradale. Capisce, quindi, che non c'è molto tempo per lui ma nonostante Dean voglia ucciderlo prima che possa diventare una minaccia, Sam vuole che sopravviva perché, comunque, l'Oscurità lo ucciderà a breve. Castiel chiama i fratelli Winchester, dicendo loro che non si sarebbero visti per un po'; infatti ha inviato una richiesta di aiuto agli angeli per essere curato dall'incantesimo di Rowena. Crowley, nel frattempo, è riuscito a scampare alla morte, uscendo dal suo tramite poco prima che Castiel lo pugnalasse, entrando in quello di una donna, uccidendo il marito e gli amici del suo nuovo tramite. Dopo aver chiamato dei demoni, si fa riportare al suo corpo, scoprendo, inoltre, che l'Oscurità è stata liberata e che uno dei due prigionieri della gabbia (Lucifero e Michele) hanno urlato dalla paura. Crowley tranquillizza i suoi demoni in quanto, secondo il suo punto di vista, Re degli Inferi e Oscurità erano fatti per fare squadra e non per distruggersi a vicenda. Dopo che Mike decide di nascondersi in modo da non far del male a nessuno quando l'Oscurità l'avrà sopraffatto, affida la bambina a Jenna, sapendo che di lei può fidarsi. Sam e Dean, intanto, pensano a come uscire dall'ospedale, facendo però anche i conti con nuovi infetti dall'Oscurità che stanno entrando nell'edificio. Sam propone di restare per distrarre gli uomini mentre suo fratello sarebbe fuggito con Jenna e la bambina, specialmente perché suo fratello maggiore aveva tutta l'intenzione di uccidere gli infetti, non trovandolo eticamente giusto visto che per lo meno dovrebbero provare a guarirli invece che ucciderli per salvare loro stessi, ammettendo che pur avendo sbagliato a liberare l'Oscurità dal suo sigillo per salvare Dean, lo rifarebbe, e questo dimostra che il loro modo di affrontare le avversità è sbagliato e che deve cambiare qualcosa nel loro modo di fare. Dean si lascia convincere, così, il piano viene messo in atto. Sam distrae gli infetti mentre Dean riesce ad uscire non prima di aver incontrato Mike che, poco prima di morire, annuncia il nome della bambina, Amara. Sam riesce a nascondersi in uno stanzino e incontra, sorpreso, una donna infetta. Dopo un breve combattimento, Sam riesce a tagliarle la gola che si riversa sul suo viso. Gli infetti all'esterno dello stanzino riescono ad entrare e stanno quasi per aggredirlo ma, poco prima di attaccarlo, lo lasciano andare riconoscendolo come uno di loro e a quel punto Sam realizza di essere stato infettato. Castiel, intanto, raggiunto da altri angeli viene condotto in un edificio abbandonato, pronto per essere torturato, e non salvato come sperava in quanto è responsabile di aver fatto scappare Metatron. Dean porta Jenna lontano dall'ospedale e poi chiama Sam, il quale non rivela di essere stato contagiato ma gli annuncia che è convinto a trovare una cura. Dean ripensa a quando ha parlato con l'Oscurità: lei ha il marchio di Caino inciso sulla clavicola e gli dice che loro sono legati e che si aiuteranno a vicenda. Mentre Jenna fa il cambio di pannolino ad Amara, scopre che la piccola ha sulla clavicola una voglia, la stessa che ha anche l'Oscurità sullo stesso punto: è il marchio di Caino.
- Supernatural Legend: Oscurità, Demoni, Angeli
- Guest star: Emily Swallow (Amara), Laci J. Mailey (Jenna Nickerson), Aaron Hill (Mike Schneider)
- Musiche: What Went Down (Foals), Run Through The Jungle (Creedence Clearwater Revival), It's Not Unusual (Tom Jones)
- Ascolti USA: 1 990 000 telespettatori[2]

## Involucri e vuoti
- Titolo originale: Form and Void
- Diretto da: Phil Sgriccia
- Scritto da: Andrew Dabb

### Trama
Superior, Nebraska. Sam cattura un uomo infettato dall'Oscurità e lo interroga per sapere quanto tempo dura il contagio prima di giungere alla morte. Sam riesce a capire che, ad ogni individuo, il contagio colpisce in maniera diversa, allungando o meno i tempi prima di morire e prova a dare un po' di speranza all'uomo infetto dicendogli che l'avrebbe curato. A Cendar Rapids, in Iowa, Dean arriva, con Jenna e la piccola Amara, nella casa della nonna della ragazza, per cercare rifugio. Dean chiama Castiel ma lui non risponde; infatti, Castiel è stato catturato da due angeli che, con la tortura, provano a fargli dire dove si nasconda Metatron, essendo certi che l'angelo stia aiutando lo scriba di Dio, ma viene in suo soccorso Hannah. Jenna, dopo aver preso sonno, viene svegliata da diversi rumori provenienti dalla stanza di Amara e, arrivata lì assieme a sua nonna, vede dei cubi volare e formare la parola "nutritemi". La nonna, spaventata, chiede aiuto al suo prete mentre Jenna chiama Dean. Sam si accorge che l'uomo che aveva catturato è morto, consumato dall'Oscurità, inoltre comincia a sentire una donna cantare. Sam la raggiunge e scopre che è una mietitrice, Billie, la quale gli dice che, dopo la scomparsa di Morte e la liberazione dell'Oscurità, lei e i suoi colleghi avevano molto da fare dati i numerosi decessi che stavano avvenendo. Billie, inoltre, dice al ragazzo che sia lui che il fratello, quando moriranno, non andranno né in Paradiso, né all'Inferno, ma nel Vuoto, cosicché non sarebbero potuti più tornare in vita. Detto ciò, Billie si congeda da lui con la promessa che si sarebbero rivisti presto dato che lui, essendo ora “impuro” in senso biblico, non ci avrebbe messo molto tempo a morire. Sam si reca nella cappella dell'ospedale e prega Dio sperando di ottenere un aiuto: distruggere l'Oscurità e salvare Dean, essendo consapevole che per lui non sarebbe rimasto tanto tempo. Quindi, gli chiede un segno e, mentre esce dalla cappella ha una visione dove vede sé stesso torturato. Intanto, Dean raggiunge Jenna, la quale gli dice che il prete di sua nonna ha chiamato un esorcista che si scopre essere Crowley. Una volta rimasti soli, il demone spiega al cacciatore che si trova lì per la straordinaria natura della bambina. Intanto Castiel spiega ad Hannah che gli allarmi suonati in Paradiso erano dovuti alla liberazione dell'Oscurità, cosa che ha spaventato gli angeli, che per molto tempo hanno creduto che l'Oscurità fosse solo una leggenda; Hannah cerca di curare Castiel, ma non ci riesce dato che la magia che lo ha maledetto è molto potente. Castiel, a quel punto, capisce che Hannah lo ha tradito, fingendo il suo rapimento e la sua missione di salvataggio. Hannah spiega che ha intenzione di trovare i Winchester dato che, secondo lei, sono gli unici che possono trovare ed uccidere Metatron. Ma Castiel non ha intenzione di tradire i suoi amici, così non le rivela nulla. I due angeli che prima lo avevano torturato cominciano una lotta contro Hannah, durante la quale Castiel trova un modo per liberarsi, uccidendo uno dei due. Hannah, nello scontro, muore uccisa dall'altro angelo che a sua volta viene ucciso da Castiel. Dean e Crowley continuano a discutere, mentre Jenna controlla Amara, la quale si nutre dell'anima della ragazza. Poco dopo, ella torna dalla nonna, in cucina, e la uccide. All'ospedale, Sam ripensa alle parole di Billie riguardo all'essere “impuro” per la Bibbia. Dopo aver fatto delle ricerche, scopre qualcosa riguardo ad una purificazione biblica che prevedeva la combustione dell'olio santo. Sam lo usa su di sé e, sentendosi meglio, scopre di essere guarito. Inoltre viene raggiunto da un gruppo di infetti, ma li accerchia con le fiamme alimentate dall'olio santo e li guarisce. Intanto, Dean e Crowley cercano Jenna in casa ma, avendo sentito la bambina piangere, vanno nella sua camera. Arrivati lì, Dean si sente attratto dalla bambina, come quest'ultima dal ragazzo. Inoltre, Dean scopre che sulla clavicola della piccola c'è il Marchio di Caino, cosa che gli fa capire che Amara è l'Oscurità. Dean e Crowley trovano Jenna, ma il demone conferma che la ragazza è senza anima. Dean cerca di aiutarla ma, dopo essere stato attaccato, Crowley la uccide, giustificandosi che voleva occuparsi della bambina. Dean vuole impedirgli di catturarla, ma il demone non si lascia intimidire e lo attacca. Dean gli trafigge la mano con una lama angelica, minacciando il demone di ucciderlo dopo avergli mostrato il coltello di Ruby. Raggiunta la camera della bambina, la trova vuota dato che, pochi momenti prima, Amara era già cresciuta, assumendo l'aspetto di una bambina di 8 anni. Crowley fugge e i Winchester si riuniscono al bunker. Qui, colti di sorpresa, vi ritrovano Castiel che chiede il loro aiuto. Intanto, Amara, mentre cammina per la città di Superior, viene avvicinata da Crowley che le offre le anime di una famiglia per guadagnarsi la sua fiducia.
- Supernatural Legend: Oscurità, Demoni, Angeli
- Guest star: Laci J Mailey (Jenna Nickerson)
- Altri interpreti: Lee Majdoub (Hannah), Gracyn Shinyei (Amara), Dylan Archambault (Ephram), Albert Nicholas (Jonah)
- Musiche: O' Death (Supernatural Cast & Lisa Berry), Sugar Shack (Jimmy Gilmer and the Fireballs)
- Ascolti USA: 1 880 000 telespettatori[3]

## Il seme cattivo
- Titolo originale: The Bad Seed
- Diretto da: Jensen Ackles
- Scritto da: Brad Buckner ed Eugenie Ross-Leming

### Trama
Rowena, in un garage, convoca alcune streghe per invitarle a formare una nuova congrega, la Mega Congrega, specialmente ora che Olivette è scomparsa. Le streghe, che non trovano buoni motivi per far parte della Mega Congrega, rifiutano, ma Rowena cerca di convincerle che lei è perfetta per guidare la nuova congrega dato che ha fatto uccidere suo figlio Crowley, il re dell'Inferno. Una delle streghe la informa che il demone è ancora vivo, quindi Rowena, fuori di sé dalla rabbia, usa il Libro dei Dannati per uccidere le streghe polverizzandole. Nel bunker, Dean ripensa all'incontro con l'Oscurità, mentre Sam continua a fare ricerche per aiutare e, soprattutto, per trovare Rowena, l'unica in grado di sciogliere l'incantesimo fatto a Castiel. All'Inferno, Crowley scopre che la madre è stata rintracciata ed ordina ad alcuni demoni di ucciderla. Dopodiché, si occupa di Amara che, con una demone che le funge da tata, fa ricerche su tutto ciò che riguarda il Male presente sulla Terra. A Denver, Rowena, in un ristorante, incontra altre due streghe e cerca di convincerle a unirsi a lei nella sua nuova congrega, dicendo loro di essere in possesso del Libro dei Dannati. Le due ragazze sono sul punto di accettare l'offerta, ma un demone attacca le donne, uccidendone una. Rowena si salva fuggendo, mentre l'altra strega riesce a restare viva. Al bunker, i Winchester credono che anche Metatron potrebbe essere in grado di curare Castiel, ma il problema resta che lo scriba di Dio è introvabile. Poco dopo, Castiel ha una crisi, faticando a riprendersi. La sua mente è continuamente in ascolto della radio angelica, riuscendo a capire che tutti gli angeli sono alla ricerca sua e di Metatron. Sam, girovagando tra le notizie, ne trova una sull'incidente nel ristorante a Denver, così decide, con Dean, di dare un'occhiata, pensando che Rowena centri qualcosa. I due fratelli interrogano la strega sopravvissuta, Claudette, che è in stato di custodia alla stazione di polizia, e lei usando la cristallomanzia riesce a trovare Rowena. Intanto, in un bar, un angelo e un demone discutono riguardo alla situazione grave che si presenta al momento: il ritorno dell'Oscurità. Inoltre, affermano che i loro rispettivi capi non stanno facendo nulla, mentre loro cominciano a preoccuparsi e pensano di dover agire in prima persona. All'Inferno, la tata di Amara porta alla piccola dei dolcetti, ma la bambina, avendo un appetito ben diverso, risucchia l'anima della demone. Crowley inizia a preoccuparsi della minaccia ma continua a sembrare tranquillo e asseconda la bambina offrendole altre anime. Amara si guarda allo specchio e vede la donna che Dean aveva incontrato quando l'Oscurità è stata liberata dal marchio, è la personificazione dell'Oscurità, colei che la piccola Amara è destinata a diventare, spiegandole che è destinata alla grandezza e che il suo potere supera quello di Dio. Intanto, i Winchester riescono a trovare e catturare Rowena, portandola al bunker per salvare Castiel. All'Inferno, Amara racconta a Crowley che è delusa da Dio e dal mondo che ha creato per gli uomini, Crowley è dell'opinione che lei sarebbe stata una creatrice migliore, affermando che può ancora creare un mondo diverso dove imperverserebbe solo il male, però Amara gli fa notare che un mondo come quello che lui ha appena descritto sarebbe noioso anche per lui. Rowena è imprigionata al bunker e riesce ad affermare, dopo aver chiesto come si sentisse Dean dopo la separazione dal marchio, che possiede solamente il codice di Nadia, mentre il Libro dei Dannati è stato nascosto. La strega riesce ad arrivare ad un accordo: la sua libertà per la cura per Castiel. Dean, però, vuole anche il Libro dei Dannati, cosa che Rowena non vuole cedergli. Poi arriva Sam, rivelando che Castiel è scomparso. I due fratelli vanno a cercarlo, servendosi del GPS del cellulare dell'angelo, portando con loro anche Rowena. All'Inferno, Crowley costringe un demone, che non era riuscito a uccidere Rowena, a fare da tata ad Amara. Inoltre, il demone, dovrà dire alla bambina che il suo nutrimento a base di anime sarebbe stato sospeso. In auto, Rowena rivela a Dean che lei e Sam avevano stipulato un patto per salvare il ragazzo dal Marchio: Sam avrebbe ucciso Crowley e Rowena avrebbe liberato Dean. Dopo questa rivelazione, il maggiore dei Winchester appare turbato, ma viene distratto da Castiel che attacca una ragazza. Quest'ultima è riuscita a fuggire, nascondendosi in un magazzino mentre l'angelo continua a cercarla. Dean riesce a trovarlo e lo invita a liberare la ragazza. Castiel appare apprensivo, per cui lascia andare la ragazza per poi scagliarsi sul cacciatore. Sam e Rowena li raggiungono e la strega libera l'angelo dalla sua maledizione. Comunque, non fidandosi di Dean e dell'accordo che aveva stretto, la strega inganna tutti riuscendo ad imprigionare i due cacciatori e l'angelo nel magazzino mentre lei scappa tranquilla. Dopo essere usciti dal magazzino, al bunker, Castiel si sente in colpa ma Dean lo rassicura dicendogli che era sotto l'effetto di una maledizione. Sam cerca di trovare Rowena, ma sembra quasi impossibile rintracciarla. All'Inferno, Amara ha appena ucciso l'altro demone che le faceva da tata e Crowley, dopo aver raggiunto la sua stanza, scopre che Amara ha le sembianze di una dodicenne, la quale sta diventando sempre più grande e potente, e gli dice di essere ancora affamata.
- Supernatural Legend: Demoni, Angeli, stregoneria, Oscurità
- Guest star: Ruth Connell (Rowena), Emily Swallow (Amara), Courtney Richter (Claudette)
- Ascolti USA: 1 590 000 telespettatori[4]

## Baby
- Titolo originale: Baby
- Diretto da: Thomas J. Wright
- Scritto da: Robbie Thompson

### Trama
L'episodio è girato sotto le inquadrature dell'Impala. Sam e Dean si recano a Quaker Valley, in Oregon, per un sospettato caso di licantropia. Durante il viaggio in auto, i due parlano delle loro avventure amorose e Sam confessa che non gli dispiacerebbe avere una compagna stabile, magari una cacciatrice, così da non dover rinunciare all'amore. Quella notte, in sogno, Sam ha una visione di suo padre da giovane, che gli dice che non avrebbe voluto che i suoi figli diventassero cacciatori ma ha fatto il meglio che poteva. Poi gli dice che l'Oscurità sta arrivando e che solo lui e suo fratello possono fermare. Quando si risveglia, Sam parla con Dean, confessandogli che la sera in cui si trovavano in ospedale subito dopo la liberazione dell'Oscurità, lui era stato infettato ma era comunque riuscito a trovare una cura, senza rinunciare ad una preghiera che aveva avuto una risposta con sole immagini in cui Sam si vedeva torturato. Sam afferma che sia per quelle visioni che per quelle del padre poteva esserci sotto Dio. Dean non è della stessa idea; crede che le visioni che ha avuto all'ospedale siano solo state illusioni dovute all'infezione e che la visione che aveva fatto del padre era semplicemente un sogno, dato che anche lui lo sognava spesso. Il mattino seguente, i due fratelli raggiungono la loro destinazione e, quando vedono che le vittime sono senza cuore e completamente dissanguate, Dean, ironicamente, ipotizza ad un "Mannapiro", un ibrido tra licantropo e vampiro. Dopo questa scoperta, Sam e Dean si dividono. Dean, tornato sul luogo del ritrovamento del cadavere, nel quale non trovava tutto chiaro, viene attaccato dal vicesceriffo della città, mentre parlava a telefono con Castiel riguardo al caso, che si scopre essere lui la creatura che i Winchester stavano cercando. Dopo avergli sparato, Dean lo decapita, ma neanche questo riesce a fermare la creatura e il maggiore dei Winchester è costretto a rinchiudere la testa in una borsa frigo. Sam, intanto, rincontra con il fratello, assieme a Lily Markham, una donna attaccata dai suoi figli, anch'essi mannapiri. I Winchester si rimettono in contatto con Castiel che informa loro che le creature che stanno dando loro la caccia sono Nachzehrer, metà goul e metà vampiro, creature che sono morte ma che non sanno di esserlo e che per essere uccisi devono ingurgitare penny di rame. Durante una pausa dalla guida, in cui Sam esce dall'auto, Dean viene attaccato da Lily, la quale ha la meglio e riesce a fuggire, lasciando Dean, quasi privo di sensi, sul sedile posteriore. Lily, dopo aver ricongiunto il corpo con la testa del vicesceriffo Donelly, assieme si dirigono, con l'Impala e Dean, nel luogo in cui avevano preparato una trappola per Sam, il quale doveva essere trasformato dall'Alfa dei Nachzehrer (lo stesso vicesceriffo), pronto per creare un esercito contro l'Oscurità. Dean sarebbe stata la prima vittima del Sam-Nachzehrer. Nonostante fosse stato ammanettato, Dean riesce a liberarsi ed a uccidere Donelly, liberando Lily dalla trasformazione, dato che se l'Alfa veniva ucciso, tutte le persone che aveva trasformato ritornavano normali. Dean e Lily raggiungono Sam che, intanto, era con i figli di Lily. I due fratelli, sull'Impala, si dicono pronti per combattere contro l'Oscurità, dato che ormai anche i mostri a cui davano la caccia ne erano spaventati.
- Supernatural Legend: Nachzehrer
- Guest star: Teach Grant (Vice Donelly), Sarah-Jane Redmond (Lily Markham)
- Altri interpreti: Matt Cohen (John Winchester da giovane), Danyella Angel (Jessie), Catherine Jack (amica di Jessie), Megan Kaptein (commessa)
- Musiche: Guitar Man (Bread), I Wanna Know (Big Jack Johnson & The Oilers), Night Moves (Bob Seger & The Silver Bullet Band), Someday Soon (Judy Collins), Bad Girls (M.I.A.).
- Ascolti USA: 2 040 000 telespettatori[5]

## L'esile Lizzie
- Titolo originale: Thin Lizzie
- Diretto da: Nancy Won
- Scritto da: Rashaad Ernesto Green

### Trama
A Fall River, nel Massachusetts, una coppia viene aggredita da un'entità misteriosa che uccide entrambi a colpi d'ascia. Sam e Dean, alla ricerca di un possibile indizio che li porti a trovare l'Oscurità, decidono di indagare al curioso caso che era avvenuto nella dimora originale di Thin Lizzie, un personaggio molto noto nella cittadina, che rende molto superstiziosi gli abitanti, i quali credono che la donna sia un fantasma che vaga per la casa. Arrivati sul luogo, dopo aver prenotato per la camera originale in cui Lizzie viveva, i due fratelli notano subito come la camera sia ricca di elettromagnetismo, comune quando un posto è infestato da spettri. Però, entrambi non sono tanto convinti che un fantasma abiti la dimora; infatti, perlustrando il luogo, Sam trova una macchina che genera corrente elettromagnetica, mentre Dean scopre meccanismi nascosti tra le pareti che creavano suoni particolari. Quella notte, però, la signora Kemper, madre del proprietario della casa, viene uccisa con un colpo d'ascia. I fratelli Winchester dubitano ancora che si tratti di un fantasma, ma di qualcos'altro. Un altro caso suscita la curiosità dei due fratelli: un uomo trovato ucciso dinanzi alla propria abitazione. Sam decide di andare a controllare, fingendosi un federale, mentre Dean raggiunge un uomo sospetto che aveva notato, mentre perlustrava la casa di Lizzie, intento a scattare fotografie, per poi correre via non appena Dean si era accorto di lui. Sam, sul luogo del delitto, ha una breve chiacchierata con Sydney, la babysitter del figlio della vittima, ma viene cacciato in malo modo dalla padrona di casa, mentre Sam comincia a credere che la donna ha un comportamento simile a quello in cui lui perse l'anima. Dean, nella casa dell'uomo, Len, scopre che questo ha raffigurato in un foglio il Marchio di Caino. Len, spiega, che diversi giorni prima aveva incontrato una ragazzina dodicenne, la quale, dopo una breve chiacchierata, prelevò da lui qualcosa: la sua anima. E da allora, Len non sa spiegarsi come le cose che lui amava fare adesso non gli interessassero più, e neanche che ogni cosa, per lui, non suscitava alcun sentimento. Dopodiché, Len dice a Dean che la ragazzina aveva sulla clavicola quel segno e che ella si chiamava Amara. Dean capisce, quindi, che Amara è in città, o perlomeno c'è stata, e che si sta nutrendo di anime. Dopo la scomparsa della moglie della vittima di cui Sam era andato ad indagare, quest'ultimo, con il fratello e con Len, che viene ammanettato in auto, visita la casa in cui la donna è stata vista l'ultima volta. Sin da subito, i due Winchester capiscono che c'è qualcosa che non va, dato che la casa è a soqquadro. Dean, sceso nella cantina dell'abitazione, scopre il corpo della donna, per essere, poi, colpito in testa con un fucile. Sam trova, legato ed imbavagliato Jordie, il figlio della famiglia che abitava in casa, ma anche lui viene colto in flagrante dall'assassina dei genitori del bambino: la sua babysitter, Sydney. Dopo essersi ripreso dal colpo che l'aveva portato allo svenimento, Dean si ritrova legato ad un palo con Sam al suo fianco, legato ad una sedia. I due fratelli, con Sydney, hanno un discorso sul perché la donna facesse del male alle persone, dato che era stata sempre lei ad uccidere la coppia e la madre del proprietario alla casa di Thin Lizzie. Sydney spiega loro che Amara le aveva fatto visita, portandola alla gioia improvvisa mentre lei stava attraversando un periodo piuttosto triste. Anche a lei Amara ha preso l'anima, ma Sydney non prova rancore nei confronti nella ragazzina che lei crede sua salvatrice e che vuole ritrovare. Sam, riuscitosi a liberare, prova ad attaccare la donna, che ha la meglio e, proprio quando lei sta per sparare un colpo dal suo fucile, viene colpita alla schiena con un'ascia da Len che, confuso, nei minuti successivi non sa come spiegarsi che non prova alcun sentimento per aver ucciso una persona. Sydney, poco prima di esalare il suo ultimo respiro, dice che l'Oscurità sta arrivando e che nessuno può fare niente per impedirlo e per fermarla. Dean, durante una chiacchierata con Len, ascolta quest'ultimo mentre dice di non essere più se stesso. Len chiede al maggiore dei Winchester se egli può ucciderlo, ma Dean annuncia che non se la sente di ucciderlo. A quel punto, Len decide di andarsi a costituire dicendo che era stato lui a compiere tutti quegli omicidi, in modo che non avrebbe potuto più far del male a nessuno. Sam e Dean, poco prima di partire e di lasciare Fall River, hanno una discussione su come siano sorpresi che Len abbia fatto una scelta tanto ragionevole, alquanto strana per un uomo che ha perso l'anima. Inoltre parlano di cosa dover fare contro Amara che, a quanto pare, sta crescendo molto più in fretta del normale. I fratelli Winchester salgono sull'Impala e guidano per allontanarsi dalla città. Amara, nascosta tra le piante che circondavano la strada che avevano preso i due fratelli, osserva l'auto allontanarsi e, rivolgendosi a Dean, dice che presto si sarebbero rivisti.
- Supernatural Legend: Oscurità
- Guest star: Jared Gertner (Len), Tess Atkins (Sydney), Yasmeene Ball (Amara)
- Altri interpreti: Claude Knowlton (Detective Medsen), Finn Wolfhard (Jordie), Glynis Davies (signora Kemper), Thomas Jones (Mason Kemper)
- Musiche: Daisy Bell (Vocal Version) (Harry Dacre & Mark Gasbarro)
- Ascolti USA: 1 640 000 telespettatori[6]

## Il nostro piccolo mondo
- Titolo originale: Our Little World
- Diretto da: John Showalter
- Scritto da: Robert Berens

### Trama
Amara, uscita di nascosto, si ciba dell'anima di una ragazza e poi torna a casa, con le sembianze di un'adolescente. Crowley rimprovera la ragazza e poiché non approva il fatto che lei esca senza il suo permesso, la obbligando a rimanere rinchiusa nella sua stanza. Amara cerca di opporsi, ma Crowley ha facilmente la meglio su di lei essendo i poteri di Crowley superiori rispetto a quelli dell'incarnazione dell'Oscurità, però Amara gli fa tenere presente che non ci vorrà molto prima che il suo potere superi quello di Crowley. Intanto a Fall River, Massachusetts, Dean e Sam cercano tracce su Amara, senza però trovare nulla. Sam è dell'opinione che dovrebbero servirsi di più dell'aiuto dell'unico angelo dalla loro parte, Castiel, che ora è nel bunker a guardare la tv, quindi Dean lo chiama per chiedergli aiuto, ma lui ormai non ha più le forze per fare nulla, ancora traumatizzato dagli ultimi avvenimenti. I fratelli Winchester ricevono una chiamata dove gli viene riferito che Len, l'uomo la cui anima era stata usata da Amara come nutrimento, è morto. I due fratelli vanno a indagare e capiscono subito che Len è stato ucciso da un demone, infatti Crowley vuole uccidere tutte le persone a cui è stata privata l'anima come nutrimento per Amara per non lasciare tracce. Inoltre la ragazza a cui Amara aveva sottratto l'anima per cibarsene è stata arrestata per aver quasi ucciso la madre, infatti è diventata come Len. Un demone entra nella sua cella per ucciderla, ma viene intrappolato in una Trappola del Diavolo dai fratelli Winchester. I due lo torturano per avere delle informazioni, ma senza ottenere nulla, così Sam pensa di esorcizzare l'anima del demone per salvare il tramite umano, ma poi vedono che è già ferito gravemente, quindi se l'anima demoniaca lo abbandonasse lui morirebbe ugualmente, quindi Dean lo uccide con il coltello di Ruby. Intanto Castiel guarda il telegiornale, dove ci sono le riprese di una sparatoria, e usando il fermo-immagine, vede che il cameraman è Metatron. Nel frattempo Crowley cerca di ragionare con Amara dicendole che anche se la ragazza è molto più potente di lui, il fatto che cresca così velocemente potrebbe essere controproducente, perché senza la giusta pazienza non potrà mai apprendere ciò di cui ha bisogno, facendole notare che da semplice demone lui è riuscito a spodestare Lucifero diventato il nuovo sovrano dell'Inferno, e che dunque può insegnarle molto, mettendo a disposizione tutta la sua saggezza, senza costringerla a restare. Sam e Dean fanno delle ricerche sulle zone in cui Amara è comparsa e scoprono dove si nasconde. Dean senza esitazione è pronto ad affrontarla, anche se Sam ha dei dubbi dato che non hanno idea di come sconfiggerla, ma Dean è dell'opinione che non ci sia tempo da perdere, quindi i due fratelli vanno a stanarla. I Winchester trovano l'edificio abbandonato dove si nasconde la ragazza, e vi entrano: prima Dean uccide il demone che è stato messo di guardia alla stanza di Amara, e poi entrando nella camera da letto e impugnando il coltello di Ruby decide di ucciderla, ma poi arriva Crowley che lo sconfigge facilmente. Infine il demone dice a Dean che per tutti questi anni ha avuto la possibilità di ucciderlo quando voleva, ma che non lo fece solo perché sentiva una sorta di legame quasi fraterno nei suoi riguardi, e aggiunge pure che ora trova Dean inutile e fastidioso quindi decide di ucciderlo una volta per tutte. Proprio quando Crowley sta per uccidere il cacciatore, Amara interviene e salva Dean, sconfiggendo facilmente Crowley, avendo superato anche il potere del suo mentore. Poi lo risparmia e lo convince a tornare negli Inferi intimandogli di non fare del male a Dean, aggiungendo che ora non ha più bisogno dell'aiuto del re dell'Inferno. Intanto Metatron riprende con la videocamera un uomo che è gravemente ferito che sta per morire: ora che è un mortale si guadagna da vivere filmando scene violente da rivendere alle emittenti televisive, poi però arriva Castiel, che guarisce l'uomo. Castiel, che è entrato in possesso della tavola dei demoni che Metatron teneva nascosta nel suo appartamento, gli chiede se nel periodo in cui scriveva il verbo di Dio, non gli sia stato rivelata qualche informazione sull'Oscurità. Metatron nota che Castiel non è nella sua forma migliore, affermando che ora l'angelo conosce la vera paura, ma lui poi si arrabbia e inizia a picchiare Metatron, il quale continua a provocarlo. Poi Metatron capisce che Castiel è semplicemente stufo delle persone che continuano a manipolarlo, ma alla fine l'angelo decide di non uccidere Metatron perché era ciò che voleva, dato che è stanco di questa esistenza mortale che sta vivendo. Metatron gli dice che Dio in passato gli rivelò un terribile segreto: l'Oscurità è la sorella di Dio. Lui voleva dare inizio alla creazione, ma l'Oscurità non l'avrebbe permesso, quindi Dio la vincolò nel Marchio di Caino, e dunque per realizzare la creazione, tradì quella che in principio era la sua unica famiglia. Intanto Dean chiede ad Amara per quale motivo è così interessata a lui, la ragazza gli spiega che sente un legame con Dean perché è la prima cosa con cui è venuta in contatto dopo la distruzione del Marchio di Caino e la sua liberazione. Adesso Amara vuole conoscere il mondo, e quando sarà abbastanza forte avrà il suo "riscatto", ma Dean non trova nemmeno il coraggio di pugnalarla con il coltello di Ruby. Sam intanto affronta tre demoni, uno lo uccide con la lama angelica, mentre gli altri due li cattura con le manette anti-demone, così potrà esorcizzarli salvando i loro tramiti. Poi entra nella stanza di Amara, la quale mette facilmente al tappeto i Winchester, per poi andarsene. Nel bunker, Castiel aggiorna i Winchester su quello che Metatron gli ha rivelato sull'Oscurità, Dean non approva il fatto che il suo amico abbia risparmiato Metatron, ma Castiel gli dice che ora lui è solo un patetico umano e che comunque gli angeli lo terranno d'occhio. Sam intanto ha una visione su quella che sembra essere una gabbia immersa nell'Oscurità. Amara, ora libera, cammina tra la gente.
- Supernatural Legend: Angeli, Demoni, Oscurità
- Guest star: Curtis Armstrong (Metatron), Samantha Isler (Amara), Yasmeene Ball (Amara adolescente)
- Altri interpreti: Claude Knowlton (Detective Medsen), Warren Abbott (poliziotto)
- Musiche: Girl, You'll Be a Woman Soon (Urge Overkill)
- Ascolti USA: 1 700 000 telespettatori[7]

## Maschere assassine
- Titolo originale: Plush
- Diretto da: Tim Andrew
- Scritto da: Eric Charmleo e Nicole Snyder

### Trama
Cottage Grove, Minnesota. Un uomo, Stan Hinkle, sta guardando una partita in televisione, ignorando le richieste della moglie per un aiuto a portare fuori la spazzatura. Dopo che la donna esce, Stan viene aggredito ed ucciso da un uomo con il volto coperto da un'inquietante maschera da coniglio. Al bunker, Dean sorprende Sam pregare Dio per capire cosa significhino tutte quelle visioni, per lui senza senso. Dean prova a fargli capire che non ha senso pregare, dicendogli che Dio non può preoccuparsi di certo per loro, dato che non se ne era preoccupato quando era in atto l'Apocalisse. Sam, però, afferma che ora si trattava dell'Oscurità, la sorella di Dio, e inoltre informa il fratello che tutti i documenti che Castiel aveva procurato da Gaza per delle ricerche sull'Oscurità erano praticamente inutili dato che metà dei reperti erano scritti in lingua antichissima e l'altra metà non riportava nulla di importante. Intanto, Dean viene chiamato dallo sceriffo Donna Hanscum, che informa il ragazzo dell'omicidio avvenuto a Cottage Grove. Giunti alla cittadina, i Winchester scoprono che l'assassino è stato descritto con una forza immane e, inoltre, la maschera che indossa non si riesce a togliere dal capo. Sam e Dean vengono condotti da Donna davanti alla cella dell'assassino, scoprendo che non si tratta di un demone. Sam nota che l'assassino ha un tatuaggio sul polso grazie al quale risalgono a una ragazza, Kylie. La ragazza spiega che quello è il suo fidanzato, Mike, una persona dolcissima, ma, dopo aver indossato la maschera del coniglio trovata il giorno prima in un negozio dell'usato, era cambiato e aveva assunto un comportamento strano. Intanto, mentre Donna e un suo collega, Doug, con il quale lo sceriffo tiene le distanze per via del suo nome, lo stesso del suo ex marito, stanno trasferendo il prigioniero in ospedale per fare qualcosa per togliere la maschera, vengono aggrediti da quest'ultimo e, per difesa, Doug è costretto a sparare, mortalmente, all'assassino. Solo quando il ragazzo cade a terra, la maschera si toglie dal capo del giovane. I Winchester bruciano la maschera da coniglio, capendo che è posseduta da qualcosa di malvagio. Intanto, in una palestra scolastica, un allenatore, Phil Evans, allena il quarterback dell'istituto, Brock. Dopodiché se ne va in ufficio, lasciando il ragazzo a proseguire l'allenamento da solo. Mentre continua ad allenarsi, Brock sente improvvisamente la temperatura calare, non accorgendosi che dietro di lui una mascotte, travestita da Jolly, dopo aver preso un peso, si dirige nell'ufficio del coach, colpendolo più volte. L'intervento di Brock salva appena in tempo il coach che, però, va in coma. Quando la polizia e i Winchester arrivano sul luogo, interrogano Brock che rivela loro che la temperatura era diminuita molto nella palestra e che, inoltre, la mascotte che aveva aggredito il coach era stranamente forte per essere una persona esile. I due fratelli cominciano ad essere sicuri che, ormai, hanno a che fare con un fantasma. Dean, Sam e Donna osservano la mascotte dietro le sbarre. Dopodiché Dean pensa di colpirla con un proiettile di sale, cosa che fa uscire via il fantasma dal corpo della giovane malcapitata. La ragazza, dopo essersi ripresa, dice ai fratelli e a Donna che il costume era stato donato alla scuola da una certa Rita Johnson. Arrivati alla casa della signora Johnson, i Winchester si fanno raccontare dove abbia preso tutti quei costumi. Rita spiega che erano di suo fratello, Chester, che era morto per suicidio a seguito di una forte depressione. Inoltre, il corpo di Chester era stato cremato, per cui i due fratelli capiscono che l'oggetto che fa restare lo spettro sulla Terra sono le maschere. Così Donna va a recuperarle tutte per bruciarle, mentre Sam si dirige dal coach Phil in ospedale. Proprio lì, intanto, un uomo travestito da pagliaccio entra in camera di Phil, uccidendolo con un bisturi, per poi andare verso l'ascensore. Lì incontra Sam, il quale, dopo dei momenti di paura per via della sua fobia, attacca il pagliaccio, avendo visto che reggeva in mano un bisturi insanguinato. Sam riesce a mandare via lo spettro con un pezzo di ferro, liberando l'anziano che era stato impossessato. Donna, arrivata in ospedale, si incontra Sam e poco dopo arriva Doug. Il poliziotto viene bruscamente allontanato e offeso da Donna, e Sam riesce a capirne il motivo: Donna, data la sua vecchia relazione, temeva che Doug potesse fare lo stesso, non dando all'uomo neanche una possibilità. Donna, però, annuncia che Sam non dovrebbe impicciarsi dei fatti altrui. Dean si reca da Fran Hinkle, la vedova della prima vittima, e scopre che il marito della donna, Phil e Chester si conoscevano, ma che i rapporti dei primi due non erano buoni con l'ultimo: i figli di Phil e Stan avevano dichiarato che Chester aveva tentato di molestarli. A quel punto, i Winchester vanno da Rita e la costringono a dire tutta la verità. La donna racconta che, quando Stan e Phil vennero da lei per dirle ciò che il fratello aveva fatto ai figli dei due uomini, lei non ci voleva credere, prendendo le difese di Chester. Poi, però, le sono venuti dei dubbi che voleva marginare spaventando Chester, il quale poi avrebbe detto la verità; se aveva fatto qualcosa o meno ai figli di Phil e Stan. Questi ultimi, si recarono da Chester, ma presero troppo alla noncuranza l'azione dello spaventare Chester, il quale, involontariamente, fu gettato giù da un ponte. Per non finire tutti in prigione, Stan e Phil obbligarono Rita a raccontare a tutti che Chester si era suicidato e Rita, per amore di suo figlio, aveva accettato. Intanto, Donna e Doug bruciano tutti i costumi e le maschere di Chester, ma resta ancora la testa del cervo, l'ultima maschera che Chester aveva indossato prima di morire, che è con Max. Il ragazzino l'ha appena indossata e, sotto l'influenza dello spettro di suo zio, aggredisce i fratelli Winchester e tenta di strangolare la madre. Dean riesce a colpirlo con una sbarra di ferro e la maschera si stacca dal corpo di Max. Sam la porta fuori, pronto per bruciarla, ma viene attaccato dallo spettro di Chester, che gli fa perdere i sensi. Dean, in casa, rinchiude Rita e Max in un cerchio di sale, ma viene attaccato da Chester, il quale sta per strangolare il ragazzo. Sam, ripresosi, riesce a bruciare la maschera e Chester sparisce. Donna ringrazia i Winchester, sperando di rivederli presto, magari in circostanze migliori. Inoltre, si scusa con Doug per il comportamento che ha avuto nei suoi confronti, cosa che Doug le perdona, capendola. In auto, Sam dice a Dean che lui prega perché le visioni che ha avuto riguardano la gabbia in cui sono rinchiusi Lucifero e Michele. Inoltre, crede che Dio gli mandi queste immagini perché vuole che lui vada lì nuovamente per sconfiggere l'Oscurità. La cosa non va assolutamente bene a Dean, il quale gli dice che troveranno un'altra soluzione per abbattere questa minaccia.
- Supernatural Legend: Fantasmi
- Guest star: Briana Buckmaster (sceriffo Donna Hanscum), Brigid Brannagh (Rita Johnson), Brendan Taylor (Doug Stover)
- Altri interpreti: Logan Williams (Max Dale), Adrian Glynn McMorran (Chester), Kirt Purdy (Stan Hinkle), Victoria Bidewell (Fran Hinkle), Bruce Blain (coach Phil Evans), James R. Swalm (Brock Buckner), Megan Peta Hill (Kylie), Pavel Romano (Mike)
- Musiche: Hell to Pay (Five Finger Death Punch)
- Ascolti USA: 1 660 000 telespettatori[8]

## L'amico immaginario
- Titolo originale: Just My Imagination
- Diretto da: Richard Speight Jr.
- Scritto da: Jenny Klein

### Trama
Menomonie, Wisconsin: una bambina, Maddie Berman, gioca nella sua camera da letto con quello che sembra essere il suo amico immaginario, Sparkle, un essere metà uomo e metà unicorno. Maddie esce di casa con i suoi genitori, poi Sparkle, rimasto da solo nella camera da letto, sente dei rumori, credendo che Maddie sia tornata, ma qualcuno armato di pugnale lo uccide. Nel bunker degli Uomini di Lettere, Sam trova il tavolo della cucina pieno di torte e dolciumi vari: è opera di Sully, il suo amico immaginario dell'infanzia. All'inizio Sam lo colpisce con un pugno, ma poi dopo averlo riconosciuto gli chiede il motivo della visita: sembra infatti che Sully abbia bisogno dell'aiuto dei Winchester per scoprire chi abbia ucciso il suo amico Sparkle, spiegando che quelli che vengono chiamati amici immaginari in realtà sono "Zână". Sam fa delle ricerche tra i volumi degli Uomini di Lettere scoprendo infatti che gli Zână sono spiriti che nella cultura rumena vegliano sui bambini aiutandoli con la loro autostima. Dean è dell'opinione che dovrebbero stare fuori da questa faccenda che non rientra nella loro sfera di competenza, ma Sam decide di aiutare Sully essendo in debito con lui perché da bambino quando Dean e John lo lasciavano da solo in quanto ritenuto ancora troppo piccolo per la caccia, Sully gli teneva compagnia. Dean, Sam e Sully raggiungono la casa di Maddie e si presentano come due psicologi dell'infanzia che vorrebbero aiutare la piccola: infatti lei non vuole più dormire nella sua stanza visto che può vedere il cadavere di Sparkle. Tra l'altro Sully con i suoi poteri fa sì che anche Dean e Sam possano vedere il suo corpo privo di vita. Intanto Nicky, un'altra Zână con le sembianze di una sirena, viene uccisa nella piscina gonfiabile del giardino della casa di un'altra bambina. Sully e i Winchester la trovano e la seppelliscono per evitare che la piccola vedendola ne rimanga traumatizzata. Sully rivela ai fratelli Winchester che Nicky aveva un fidanzato di nome Weems, un altro Zână, quindi vanno da lui dopo che lo stesso Weems aveva mandato un messaggio telepatico a Sully. I tre trovano Weems ferito: è stato infatti aggredito dall'assassino di Nicky e Sparkle. Weems viene medicato e spiega a Sully e ai Winchester che a pugnalarlo è stata una ragazza che guidava un Maggiolone, quindi Dean va a stanarla, mentre Sam rimane con Weems il quale gli spiega che lui ferì profondamente Sully quando lo tagliò fuori dalla sua vita. Infatti Sully all'inizio riuscì a convincere il piccolo Sam a scappare via di casa, dato che la prospettiva di fare il cacciatore non lo allettava molto, spiegandogli che non era costretto a seguire le orme di Dean e John, ma quest'ultimo telefonò a Sam dicendogli che aveva cambiato idea e che voleva coinvolgerlo nella caccia quindi, contento di poter lavorare con il padre e il fratello, si rivolse a Sully in maniera sgradevole dicendogli che non aveva più bisogno di lui e lo escluse dalla sua vita. Sam si scusa con Sully per come lo trattò, comunque Sully gli confessa che è a conoscenza delle grandi imprese che ha compiuto dato che non ha mai smesso di vegliare su di lui, perciò è pure consapevole del risveglio dell'Oscurità. Inoltre Sam gli confessa che Dio gli ha mandato delle visioni che dovrebbero in qualche modo aiutarlo. Dean rintraccia il Maggiolone, ma la sua proprietaria lo tramortisce e lo lega a una sedia, poi arrivano Sam e Sully, quest'ultimo riconosce l'assassina: si tratta di Reese. Sully, dopo esser stato abbandonato da Sam, diventò l'amico immaginario di due gemelle: Reese e Audrey. Mentre giocavano in strada, Sully causò indirettamente la morte di Audrey che fu investita da un'auto e, non riuscendo a convivere con il senso di colpa, abbandonò Reese. Quest'ultima, non avendo mai superato la sua rabbia, è andata in Romania, per fare delle ricerche sugli Zână, dove ha conosciuto una strega che le ha dato un incantesimo che le permette di vedere le creature e le ha fatto dono di un pugnale capace di ucciderli. Reese ha ucciso Sparkle e Nicky per attirare l'attenzione di Sully per poi ucciderlo, portando a termine la sua vendetta. Ciò che veramente ferì Reese è stato l'abbandono di Sully dopo la morte della sorella; Sully infatti dopo il fallimento con Sam e la morte di Audrey decise di non occuparsi più dei bambini. Comunque, nonostante Sam non sia d'accordo, Sully decide di permettere a Reese di ucciderlo con la mera speranza che ciò la faccia sentire meglio. Dean riesce a slegarsi e, non potendo permettere a Reese di uccidere Sully dato che è stato un buon amico per Sam, convince Reese a rinunciare alla vendetta spiegandole che non la farà sentire meglio e che Sully, nonostante abbia sbagliato, non è una creatura cattiva. In lacrime, Sully e Reese si abbracciano, la ragazza fa cadere il pugnale che viene raccolto da Dean. Sully e Sam si salutano: lo Zână veglierà su Reese, poi lui e Sam discutono su ciò che veramente significa essere degli eroi, perché essi commettono degli sbagli, come chiunque, tra l'altro Sully fa capire a Sam che se un eroe ha paura è perché combatte per qualcosa di importante. Mentre Sam è in auto con Dean ammette che sta pensando di tornare nella gabbia; Dean gli fa presente che anche se le visioni fossero vere deve mettere in conto che dovrà vedersela con Lucifero, ma Sam gli fa notare che non sembra ci siano altre soluzioni.
- Supernatural Legend: Zână
- Guest star: Nate Torrence (Sully), Carrie Genzel (Linda Berman), Dylan Kingwell (giovane Sam), Dylan Everett (giovane Dean).
- Altri interpreti: Eduard Witzke (Weems), Anja Savcic (Reese), Scott Gibson (padre di Maddie), Jena Skodje (Maddie), Everrett Shea (Sparkle), Ida Segerhagen (sirena)
- Ascolti USA: 2 000 000 telespettatori[9]

## O fratello, dove sei?
- Titolo originale: O Brother Where Are Thou?
- Diretto da: Robert Singer
- Scritto da: Eugenie Ross-Leming e Brad Buckner

### Trama
Amara, divenuta ormai la donna che era destinata a essere, la stessa che Dean aveva visto quando l'Oscurità si è liberata, si presenta dinanzi a un predicatore e per dimostrargli di avere lo stesso potere di Dio replica una delle Piaghe d'Egitto trasformando l'acqua di una fontana in sangue. Il predicatore crede erroneamente che lei sia Dio, ma Amara uccide lui e le persone che si erano radunate ad ascoltarlo scagliando dal cielo dei fulmini. Sam ha un'altra visione di lui insieme a Lucifero nella gabbia, inoltre vede anche un roveto ardente, un segno divino, e ciò rafforza la sua convinzione che Dio voglia che lui raggiunga Lucifero nella gabbia. Dean è del tutto contrario, ma Sam gli fa notare che la cosa ha una sua logica perché Lucifero era lì presente quando Dio sconfisse l'Oscurità, aiutandolo, quindi è l'unico a sapere come batterla. Dean e Sam convocano Crowley spiegandogli che l'Oscurità è la sorella di Dio, e che se non la fermeranno sarà una minaccia per tutti, anche per il re dell'Inferno. Loro infatti hanno bisogno che Crowley permetta a Sam di conversare con Lucifero ma senza aprire la gabbia; Crowley purtroppo non sa come fare dato che non è capace di gestire il potere della gabbia che è stata creata da Dio, ma avanza l'ipotesi che nel Libro dei Dannati possa esserci qualcosa, quindi serve l'aiuto di Rowena. Amara va in una chiesa e chiede al prete come comunicare con Dio, lui risponde che l'unico mezzo è la preghiera, ma Amara comincia a spazientirsi quando, dopo aver pregato, non riceve alcuna risposta. Il prete le spiega che Dio ascolta le sue preghiere ma non è possibile comunicare direttamente con Lui perché è questo il senso della fede, poi Amara si arrabbia quando il prete si riferisce a Dio come la Luce che sconfigge l'Oscurità, quindi uccide lui e tutte le persone dentro la chiesa, e cerca di attirare l'attenzione di Dio. Nel frattempo gli angeli discutono su come affrontare la minaccia di Amara: alcuni credono che lei sia inoffensiva dato che è solo con Dio che è arrabbiata, visto che è stato Lui a sigillarla nel Marchio di Caino, ma altri sono convinti che proprio in virtù della rabbia che prova nei Suoi confronti che distruggerà tutto ciò che Lui ha creato. I demoni catturano Rowena e la portano al cospetto di Crowley e dei Winchester, i quali, dopo averle detto che l'Oscurità è la sorella di Dio, le offrono i codici e il decifratore di Charlie così userà il Libro dei Dannati per trovare un incantesimo che permetta a Sam di comunicare con Lucifero senza dover aprire la gabbia, Crowley, in cambio, le promette che i suoi demoni non le daranno più la caccia. Sam rimane solo con Rowena la quale si mette al lavoro decifrando il Libro dei Dannati mentre Dean inizia a indagare sui vari genocidi commessi da Amara. Rowena trova l'incantesimo giusto, quindi Sam telefona a Dean ma quest'ultimo rifiuta la chiamata dopo aver incontrato Amara. Sam viene guidato da Crowley e Rowena nei recessi più remoti dell'Inferno, dove persino Crowley ha paura di addentrarsi. Dean intanto spiega ad Amara che il suo comportamento è sbagliato, non trovando giusto che lei uccida degli innocenti visto che il suo astio dovrebbe essere rivolto solo contro Dio. Amara è dell'opinione che lei sarebbe stata una creatrice migliore di Dio, creando una Terra senza sofferenza dove ci sarebbe stata solo gioia, e che la ragione per cui venne sigillata nel Marchio di Caino è perché Dio aveva il timore che Sua sorella avrebbe fatto un lavoro migliore del Suo, affermando che Lui è così egocentrico da aver creato un mondo dove Lui è venerato, manipolando la gente a credere che invece l'Oscurità fosse il male. Raggiunta la gabbia nell'Inferno, Rowena fa l'incantesimo e Sam ha modo di parlare con Lucifero spiegandogli che l'Oscurità è libera e che Dio, anche se non ha fatto la Sua comparsa diretta, ha comunicato con Sam tramite visioni affinché raggiungesse Lucifero nella gabbia. Rowena e Crowley vedono il tutto da lontano, quest'ultimo ha fiducia nel fatto che Sam sia abbastanza saggio da non scendere a patti con Lucifero, il quale propone a Sam di farlo uscire dalla gabbia facendogli nuovamente da tramite. Sam gli chiede quanto sia potente l'Oscurità, Lucifero gli spiega che in termini di potenza pura il suo potere eguaglia quello di Dio, ma è meno esperta di Lui. Dean intanto prova ad accoltellare Amara ma la lama del coltello si infrange, poi lei e Dean si baciano; Amara gli spiega che loro due sono legati perché Dean era il custode del Marchio di Caino e lei è la personificazione del marchio stesso, quindi è destino che lei e Dean tornino a stare insieme. La conversazione viene interrotta da tre angeli che attaccano Amara, ma lei li uccide facilmente, poi le nubi si addensano e dal cielo appare una luce: sono gli angeli del Paradiso che intendono attaccarla con un'arma divina. Lei è entusiasta, convinta del fatto che combattere contro gli angeli attirerà l'attenzione di Dio, quindi teletrasporta via Dean per metterlo al sicuro, infine viene travolta da una luce angelica. Sam non è convinto che liberare Lucifero dalla gabbia sia la scelta giusta, ma l'arcangelo è dell'opinione che Dio abbia mandato a Sam quelle visioni proprio affinché lo liberi dalla gabbia e che questo è il Suo volere. Sam è incerto ma ad un tratto Crowley nota che l'incantesimo di protezione sta svanendo, quindi Lucifero teletrasporta Sam all'interno della gabbia. Il cacciatore non ha paura perché era proprio questo che aveva visto nella visione che gli mostrò Dio, dando per scontato che faccia tutto parte del Suo piano, ma Lucifero gli fa una terribile rivelazione: non era stato Dio a mostrargli quelle visioni ma lui, infatti quando l'Oscurità è stata liberata aveva scatenato una grande emissione di energia che aveva indebolito la gabbia permettendo a Lucifero di ristabilire un contatto con la mente di Sam, che ora è in balia del suo aguzzino.
- Supernatural Legend: Oscurità, Lucifero, Angeli
- Guest star: Ruth Connell (Rowena), Emily Swallow (Amara), Mark Pellegrino (Lucifero)
- Altri interpreti: Lane Edwards (angelo 1), Antonio Cayonne (angelo 2), Andres Joseph (angelo 3)
- Ascolti USA: 1 900 000 telespettatori[10]

## Il Diavolo nei dettagli
- Titolo originale: The Devil in the Details
- Diretto da: Thomas J. Wright
- Scritto da: Andrew Dabb

### Trama
Rowena confessa a suo figlio che è stata lei a manomettere l'incantesimo della gabbia, infatti la strega lavora per Lucifero il quale le era venuto in sogno. Lei è dell'opinione che una volta che l'arcangelo sconfiggerà Amara, poi dominerà il mondo e lei regnerà al suo fianco. In viaggio sull'Impala, Dean comincia a sentirsi male, ma viene soccorso da Castiel il quale gli spiega che si è avvicinato alla zona dove gli angeli hanno rilasciato una "bomba angelica", con la quale forse hanno ucciso Amara, le cui radiazioni rilasciate dall'esplosione sono mortali per gli esseri umani. Mentre Castiel fa un sopralluogo per accertarsi dell'effettiva morte di Amara, incontra un altro angelo, Ambriel, mandata dal Paradiso per lo stesso motivo. Perlustrando il bosco, Castiel le fa notare che è buio nonostante sia ancora pomeriggio, infatti l'Oscurità è ancora viva. Nel frattempo Lucifero, nella gabbia, fa vedere a Sam alcuni momenti del suo passato, come quando da adolescente affascinò una ragazza con i racconti dei suoi viaggi con il padre e il fratello, o quando lo sconfisse intrappolandolo nel sigillo, affermando che a quel tempo Sam era un vero eroe e un uomo dissoluto, mentre ora è cambiato in peggio avendo preferito non sacrificare la sua vita anche se ciò avrebbe permesso alle porte dell'Inferno di chiudersi, oltre al fatto che per salvare Dean dal Marchio di Caino ha liberato l'Oscurità. Crowley telefona a Dean per informarlo della situazione, quindi Billie, la mietitrice, porta Dean all'Inferno dove il cacciatore consegna a Crowley un "acchiappa-streghe" da parte di Billie, un collare che blocca i poteri delle streghe con l'intento di controllare Rowena. Ambriel intanto trova il corpo di Amara, ma lei si risveglia e assorbe l'anima dell'angelo riacquistando le forze e attirando a sé il buio circostante, infatti torna a splendere il sole. Castiel prova ad affrontarla ma lei lo disarma facilmente e, ritenendolo una nullità, gli risparmia la vita e lo teletrasporta da Dean. Castiel raggiunge Dean e Crowley che costringono Rowena a ripristinare l'incantesimo della gabbia, anche se la strega fa tenere presente che se Lucifero troverà un tramite umano uscirà da solo. Castiel fa vedere a Dean il messaggio di Amara che lei ha marchiato sul suo corpo: "Sto arrivando". Intanto Lucifero mostra a Sam il periodo passato con Amelia, quando Dean rimase intrappolato nel Purgatorio, sottolineando il fatto che loro due, pur di aiutarsi a vicenda a causa del loro legame fraterno, mettono in pericolo gli innocenti, inoltre cerca di convincerlo a dargli il consenso così potrà fargli da tramite e potrà sconfiggere Amara. Sam gli ricorda che l'ultima volta l'Oscurità fu sconfitta avvalendosi dell'aiuto di Michele, Raffaele, Gabriele e Dio, ma questa volta dovrà affrontarla da solo dato che Gabriele e Raffaele sono morti, di Dio invece si sono perse le tracce, mentre Michele, a detta di Lucifero, è diventato completamente pazzo a causa della sua permanenza all'Inferno nella gabbia. Sam è disposto anche a sacrificarsi pur di sconfiggere l'Oscurità, ma si rifiuta nella maniera più assoluta di fare da tramite a Lucifero perché c'è il rischio che lui potrebbe scatenare l'Apocalisse, dunque a dispetto di chi vinca tra Amara e Lucifero, saranno gli innocenti a rimetterci. Lucifero, fuori di sé dalla rabbia, si avventa su Sam per via del suo rifiuto; Castiel e Dean si avvicinano alla gabbia per aiutarlo, ma Lucifero mette in trappola anche loro. Sam, Dean e Castiel affrontano Lucifero che però ha la meglio, poi prende a pugni Castiel. Intanto Rowena fa un incantesimo per ripristinare il potere della gabbia, liberando Dean, Sam e Castiel. Crowley chiede a sua madre perché lo odia: lei risponde che vederlo le ricorda di quando, prima che praticasse la magia, era una persona debole, e che è costretta a odiarlo perché altrimenti lo amerebbe e questo la renderebbe vulnerabile. I due vengono raggiunti da Castiel che si rivela essere Lucifero, infatti Castiel gli aveva dato il consenso per fargli da tramite dato che affermava di conoscere il modo per sconfiggere Amara. Lucifero uccide Rowena, spezzandole l'osso del collo, dato che era l'unica che conosceva l'incantesimo per riconfinarlo nella gabbia, poi guarda Crowley dicendogli "Facciamo due chiacchiere".
- Supernatural Legend: Lucifero, Angeli, Demoni, stregoneria
- Guest star: Mark Pellegrino (Lucifero), Ruth Connell (Rowena), Emily Swallow (Amara)
- Musiche: Heaven must be missing an angel (Tavares)
- Curiosità: quando Sam chiede a Lucifero cosa farà dopo aver intrappolato l'Oscurità, lui risponde "Vado a Los Angeles, a risolvere crimini", riferimento alla serie tv Lucifer.

## Demoni lontani
- Titolo originale: Into the Mystic
- Diretto da: John Badham
- Scritto da: Robbie Thompson

### Trama
County Cork, Irlanda, 1986: una coppia sposata, insieme alla loro bambina, ricevono la visita di una mostruosa creatura con le fattezze di una donna che uccide le sue vittime attraverso le sue grida assordanti. Il marito inizia a sbattere la testa contro il muro, fino a morire, poi la creatura si avvicina alla piccola che viene salvata dalla madre attraverso un incantesimo, ma tagliandosi a un polso muore a causa dell'emorragia.
Nel presente Dean e Sam vanno in una casa di riposo e, spacciandosi per agenti federali, indagano sulla morte di un pensionato a cui è stata fracassata la testa, avvenuta nella sua camera chiusa a chiave dove non vi sono segni di effrazione. Viene rivelato che un altro pensionato di nome Jake, deceduto da poco, lo odiava perché gli rubò gli assegni della pensione, dunque ipotizzando che a ucciderlo sia stato lo spirito di Jake, i Winchester bruciano il suo corpo riesumato al cimitero. Ma questo non serve a nulla, infatti il direttore della casa di riposo sente un forte grido nella sua testa, poi inizia a sbattere la testa contro il vetro della finestra sfondandola fino a cadere e morire. I rumori attirano l'attenzione di un'altra pensionata, Mildred, che vede la creatura con le fattezze di una donna sopra il corpo del direttore. Nel frattempo Lucifero, dentro il corpo di Castiel, si gode la sua ritrovata libertà, trascorrendo una giornata al parco, poi viene raggiunto da un angelo che cerca di attaccarlo, ma lui lo uccide facilmente. Dean e Sam interrogano Mildred e mentre lei descrive la creatura, l'attenzione di Sam viene catturata da un'addetta delle pulizie della casa di riposo, Marlene, la quale è sorda, ma leggendo il labiale dei due intuisce che c'è qualcosa di strano. Dean facendo delle ricerche capisce che la creatura è una Banshee che si ciba dei cervelli delle sue vittime dopo averle indotte al suicidio con le sue urla, che solo la vittima designata può sentire. La creatura caccia solo di notte e prende di mira solo le persone vulnerabili, sia a livello fisico che emotivo, infatti la prima vittima aveva avuto un'operazione all'anca mentre il direttore della casa di riposo stava attraversando un divorzio. I Winchester scoprono che la Banshee può essere uccisa con un pugnale d'oro, quindi Dean va al bunker degli Uomini di Lettere per prendere dei pugnali dorati e lì trova Castiel (ignorando che però in realtà è Lucifero) intento a trovare qualcosa negli archivi. L'angelo rivela che sta cercando informazioni su come uccidere Amara, tra l'altro Dean gli confessa di sentire una strana attrazione per lei. Sam confessa a Mildred che lui e suo fratello sono cacciatori del soprannaturale e informa la donna che potrebbe essere la prossima vittima, ma che faranno di tutto per proteggerla. Sam nota che Marlene è un po' sospetta e decide di seguirla, ma viene bloccato da un sigillo magico fatto dalla ragazza. Lei crede che Sam sia una Banshee, ma dopo averlo ferito con il pugnale d'oro comprende che si sbagliava. Marlene confessa a Sam, dopo averlo liberato dal sigillo, che il suo nome è Eileen Leahy, una discendente degli Uomini di Lettere cresciuta come cacciatrice, e che anche lei è alla ricerca della Banshee che sta infestando la casa di riposo in quanto è la stessa che causò la morte dei suoi genitori quando lei era piccola. Dean torna alla casa di riposo e, calata la notte, aspettano che la Banshee attacchi Mildred essendo la più probabile tra le potenziali vittime visto che soffre di fibrillazione atriale. Eileen rivela a Sam che dà la caccia alla Banshee da sempre con l'intento di vendicare i suoi genitori, ma Sam le spiega che uccidere la Banshee non la farà sentire meglio perché nulla le restituirà i suoi genitori. Dean sente l'urlo della Banshee e capisce di essere lui la prossima vittima, ma viene salvato grazie a Eileen che uccide la creatura con il pugnale d'oro. Finita l'avventura Sam saluta Eileen la quale ammette che uccidere la Banshee non l'ha fatta sentire meglio, comunque deciderà con calma cosa fare del resto della sua vita. Tornati al bunker degli Uomini di Lettere, Dean confessa a Sam che ha notato qualcosa di insolito in Castiel; Sam invece trova strano che la Banshee volesse uccidere Dean, facendo pensare quindi che suo fratello in qualche modo si sente vulnerabile, ma Dean, mentendo, gli dice che si sbaglia e la Banshee lo ha aggredito solo perché si sentiva minacciata dato che impugnava l'arma dorata. In realtà è evidente che Dean si sente vulnerabile a causa dei sentimenti ambivalenti che prova per Amara.
- Supernatural Legend: Angeli, Banshee
- Guest star: Shoshannah Stern (Eileen Leahy), Dee Wallace (Mildred Baker), Jonathan Potts (Arthur).
- Altri interpreti: Anthony Shim (Nithael), Karyn Mott (Maura Leahy), Brett Alexander Davidson (Padraic Leahy).
- Musiche: Will You Love Me Tomorrow? (The Shirelles), Shall We Gather at the River (fischiettata da Misha Collins), Wonderful! Wonderful! (Johnny Mathis), Prison Grove (Warren Zevon).

## Non ti dimenticar di me
- Titolo originale: Don't You Forget About Me
- Diretto da: Stefan Pleszczynski
- Scritto da: Nancy Won

### Trama
Sioux Falls, Sud Dakota. Un ragazzo, mentre era in compagnia della sua fidanzata, viene aggredito da Claire Novak che lo minaccia con la spada rubata all'angelo Tamiel, poi telefona ai Winchester chiedendo ai due fratelli di raggiungerla. Claire vive con Jody Mills e Alex; i Winchester notano quanto per lo sceriffo sia difficile prendersi cura di due ragazze adolescenti, tra l'altro Claire e Alex passano la maggior parte del tempo a litigare. Claire informa i due cacciatori che alcune persone negli ultimi tempi sono scomparse misteriosamente, lei è sicura che ci sia dietro una creatura soprannaturale, anche se Jody è dell'opinione che lei sia solo paranoica: infatti Claire ha avuto diverse denunce per aver aggredito persone innocenti credendole dei mostri. Jody spiega ai due fratelli che per Alex è stato difficile all'inizio integrarsi al liceo ma ora le cose sono migliorate e inoltre sta con Henry, il ragazzo più popolare della scuola. Claire al contrario non ha amici, va all'università ma non frequenta mai i corsi preferendo andare a caccia. Claire confessa a Sam di sentirsi a disagio con Alex e Jody perché crede di non soddisfare le loro aspettative, Dean però accusa la ragazza di essere un'ingrata non apprezzando i tentativi di Jody di darle un po' di stabilità. Stephen Phelps, il professore di Alex, viene ritrovato morto appeso a testa in giù su un palo davanti alla scuola, quindi Jody indaga sul caso con l'aiuto dei Winchester. Inoltre li informa che l'assassino ha ucciso la vittima spezzandogli l'osso del collo ed è stato trovato dell'amianto sul corpo. Prima interrogano l'inserviente, Wheeler, il quale ha un'aria sospetta, poi Sam e Claire fanno delle ricerche e scoprono che il suo numero di previdenza sociale non appartiene a lui, questo significa che mente sulla sua identità. Wheeler va a casa di Jody aggredendola, spezzandole la gamba, e rapisce lei e Claire. Dean telefona a Alex che però viene rapita da Henry, poi un collega di Jody telefona a Dean riferendogli che hanno scoperto la vera identità di Wheeler: il suo nome è Richard Beesom, uccise la moglie e il figlio nutrendosi del loro sangue, questo significa che è un vampiro. Inoltre Sam dando un'occhiata alle planimetrie della scuola scopre che c'è un edificio abbandonato a est della struttura scolastica e che venne chiuso a causa dell'amianto, capendo che è lì che i vampiri hanno portato Alex, Jody e Claire. Richard riaffiora nella mente di Alex alcuni ricordi di quando lei adescava uomini per poi lasciare che i vampiri si nutrissero di loro; poi, vedendo che Alex aveva puntato gli occhi sulla prossima vittima (credendo erroneamente che l'uomo che lei voleva adescare la stesse importunando), prese le difese della ragazza e la riaccompagnò a casa. Purtroppo Richard pagò a caro prezzo la sua gentilezza, infatti Alex fece di lui la nuova preda dei vampiri, che si nutrirono di lui trasformandolo in un vampiro. Dato che Richard non controllava molto bene la sua sete di sangue uccise la sua famiglia, per lui vendicarsi di Alex era diventato un chiodo fisso, quindi spinse Henry a diventare il ragazzo di Alex per farla innamorare di lui, e poi farla soffrire, anche se Alex era costretta a servire quei vampiri portando da loro le vittime. Henry ride di lei ammettendo di non averla mai amata, tra l'altro è proprio in quell'edificio abbandonato che portano le loro prede per poi nutrirsi di loro, come il professor Phelps, che però Henry poi ha appeso al palo davanti alla scuola mettendolo in bella vista allo scopo di ferire Alex visto che era il suo professore preferito. Alex cerca di arrivare a un accordo con Richard quando lui minaccia di far del male a Claire: lei adescherà uomini per lui e Henry così potranno nutrirsi, e se le cose dovessero andare male si nutriranno proprio di lei, infatti Alex è pronta anche a sacrificarsi. Richard però non è interessato quindi morde Claire al collo, fortunatamente arrivano Dean e Sam che affrontano Henry e Richard. Alla fine Claire e Dean uccidono Richard, mentre Claire decapita Henry. Claire e Alex si prendono cura di Jody che è ancora in pessime condizioni per via della gamba, tra l'altro Alex cerca di scusarsi con loro perché si ritiene responsabile di quello che è successo, ma Claire e Jody le fanno capire che non è colpa sua. I Winchester si apprestando ad andarsene, Claire li informa che è ancora dell'idea di diventare una cacciatrice e Jody le darà una mano, inoltre ha capito che Alex le vuole bene dato che era disposta a mettere a repentaglio la sua vita per salvarla; Sam fa tenere presente ad Alex che c'è l'effettiva possibilità che altri vampiri tornino da lei in cerca di vendetta, infatti Alex afferma che quando avrà rimesso in sesto la sua vita se ne andrà via perché non vuole mettere in pericolo nessuno, infatti diversamente da Claire e i Winchester lei non vuole passare la sua vita a combattere contro i mostri.
- Supernatural Legend: Vampiri
- Guest star: Kim Rhodes (Jody Mills), Kathryn Newton (Claire Novak), Katherine Ramdeen (Alex), Ben Cotton (Richard).
- Altri interpreti: Jedidiah Goodacre (Henry), Preston Vanderslice (Stephen Phelps).
- Musiche: Shine (Leon Bridges), PowWow (Scatter Factory).

## L'amore fa soffrire
- Titolo originale: Love Hurts
- Diretto da: Philip Sgriccia
- Scritto da: Eric C. Charmelo e Nicole Snyder

### Trama
Hudson, Ohio. La sera di San Valentino i coniugi Harper, Melissa e Dan, si preparano per passare la serata fuori, quando arriva la babysitter, Staci, la quale intrattiene una relazione segreta con Dan. La ragazza vorrebbe che Dan dicesse tutto a sua moglie, ma l'uomo vuole aspettare per non rovinare la serata a Melissa. Mentre la ragazza è a casa da sola e guarda la tv, qualcosa entra in casa e le strappa il cuore dal petto a mani nude. Sam e Dean decidono di occuparsi del caso, non avendo novità su Amara. I ragazzi interrogano la famiglia Harper, i quali non hanno idea di chi possa aver fatto del male a Staci, dal momento che non aveva nemici; escludono che possa trattarsi di un furto finito male, in quanto dalla casa non manca nulla, se non un baby-monitor dal salotto. Tuttavia Dan sembra nascondere qualcosa, così mentre Sam va all'obitorio per vedere il corpo della ragazza, Dean si reca nell'ufficio di Dan, per parlargli in assenza della moglie. Qui Dan confessa di aver avuto una storia con Staci e di aver preso lui il baby-monitor in quanto sono stati ripresi mentre si baciavano. Mostra così il video a Dean, dal momento che la videocamera ha registrato anche l'omicidio di Staci, che è stato commesso, come mostrano le riprese da un sosia di Dan. L'uomo giura di non aver ucciso Staci, visto che è stato per tutto il tempo con la moglie, cosa che molti testimoni possono confermare. Dean mostra il video a Sam, ed entrambi capiscono che si tratta di un mutaforma. La sera, Dan riceve nel suo ufficio la visita di Staci, che strappa il cuore all'uomo e se ne va. L'indomani i Winchester si recano a casa di Melissa, sospettando che sia lei il mutaforma, ma la donna supera la prova con l'argento e conferma di aver sempre saputo della relazione extraconiugale del marito. Appena i due se ne vanno però, Melissa distrugge gli ingredienti necessari per un qualche incantesimo e fa una telefonata nella quale dice che qualcosa è andato storto e ora Dan è morto. La sera stessa Melissa viene aggredita da Dan, ma riesce a scappare e a raggiungere i Winchester al motel. Qui racconta di come la sua parrucchiera, a cui aveva confidato il tradimento del marito, le avesse dato un incantesimo per riavere indietro Dan, definendosi una "strega bianca". Facendo delle ricerche, Sam scopre che si tratta in realtà di una maledizione aramaica, definita "il bacio della morte", che a quanto pare è trasmissibile mediante un bacio: Melissa l'ha passata a Dan, il quale l'ha passata a Staci. Poco dopo Dan irrompe nella stanza del motel per uccidere Melissa, ma Dean la bacia, facendosi quindi passare la maledizione e poi scappano. Decidono quindi di recarsi dalla strega, Sonja. Nel seminterrato del suo negozio trovano il suo libro di magia, in cui è riportato che la creatura in questione è un Qareen, ovvero una "creatura con forma corporea, schiava ai tuoi comandi". Il Qareen uccide assumendo le sembianze del più profondo e oscuro desiderio della vittima, e può essere ucciso pugnalandolo al cuore, che è custodito dalla persona che lo comanda. Sam riesce a trovare il cuore ma viene attaccato da Sonja che lo immobilizza ad una sedia. Intanto Dean nel seminterrato incontra Amara, ovvero il suo più profondo e oscuro desiderio e viene attaccato. Sam sta per essere ucciso da Sonja, ma Melissa entra nel negozio e minaccia la strega, la quale si distrae permettendo a Sam di spararle e ucciderla. Mentre Dean sta per essere ucciso dal Qareen, Sam pugnala il suo cuore salvando il fratello. Al motel Dean confessa a Sam che il Qareen si è manifestato con le sembianze di Amara, ma Sam non sembra esserne sorpreso. Dean non vuole ammettere di desiderare Amara, perché questo lo renderebbe debole, complice o malvagio, ma Sam rassicura il fratello dicendogli che non lo giudica e non lo incolpa di nulla, in quanto non ha avuto scelta, dal momento che si tratta della sorella di Dio, che per qualche motivo ha scelto lui. Dean spiega a Sam che vuole ucciderla con tutto sé stesso, ma quando si trova vicina a lei succede qualcosa, di inspiegabile, che gli impedisce di farle del male.
- Supernatural Legend: Streghe, Qareen, Oscurità
- Guest star: Emily Swallow (Amara), Jim Thorbourn (Dan Harper), Luciana Carro (Melissa Harper), Venus Terzo (Sonja).
- Altri interpreti: Lucia Walters (Gladys), Carmen Aguirre (Coroner).
- Musiche: Heartbreak (The James Hunter Six)

## La mano di Dio
- Titolo originale: The Vessel
- Diretto da: John Badham
- Scritto da: Robert Berens

### Trama
Francia, 1943: in una base della Gestapo un ufficiale nazista viene ucciso dalla sua amante, Delphine Seydoux, che si rivela essere membro degli Uomini di Lettere, che poi si appropria di un manufatto che apparteneva all'ufficiale.
Nel presente, Sam cerca informazioni tra i registri degli Uomini di Lettere nella speranza di trovare un'arma che possa sconfiggere Amara, e scopre che i nazisti avevano una divisione per il ritrovamento dei manufatti archeologici. Essi avevano trovato un'arma che successivamente hanno perso, la quale era così potente che avrebbe potuto permettere ai nazisti di vincere la guerra: si tratta della Mano di Dio. Sam facendo delle ricerche scopre che Dio ha toccato vari oggetti che hanno assorbito un'impronta del Suo potere. Trovando delle comunicazioni scritte in francese, le traduce scoprendo che il membro degli Uomini di Lettere, Delphine Seydoux, si appropriò del manufatto e avrebbe dovuto portarlo nel bunker degli Uomini di Lettere arrivando in America a bordo del sottomarino USS Bluefin, che poi affondò a causa dei tedeschi, e con esso la Mano di Dio. Intanto Lucifero, nel tramite di Castiel, siede nuovamente nel trono dell'Inferno, ordina ai suoi servi di dargli tutte armi mistiche in loro possesso, e si diverte ad umiliare e seviziare Crowley davanti a tutti. L'ex re dell'Inferno gli fa notare che è tutto inutile, lui non sconfiggerà Amara perché se potesse farlo le avrebbe già dato la caccia, portando così Lucifero a dargli ragione. Lucifero successivamente riceve una telefonata dai Winchester, i quali ignorano che Castiel è posseduto da Lucifero, e gli chiedono di raggiungerlo al bunker rivelandogli dell'esistenza della Mano di Dio. Lucifero è sorpreso nell'apprendere che ne esistono ancora altre, dato che credeva fossero andate perse dopo il Diluvio universale, Dean a quel punto gli chiede di usare i suoi poteri per viaggiare nel passato, poco prima che l'USS Bluefin affondasse, così da riuscire a prendere la Mano di Dio, e questo non dovrebbe creare distorsioni nella linea temporale dato che, nonostante preleveranno l'oggetto via dalla sua epoca, esso era ugualmente destinato a disperdersi nell'oceano. Lucifero porta sé stesso insieme a Dean nel passato, Dean entra a bordo dell'USS Bluefin ma stranamente Lucifero finisce in acqua, e ritornando nel presente dice a Sam che lui non è riuscito ad entrare nel sottomarino per via dei sigilli mistici che hanno interferito con il potere dell'arcangelo. Dean trova Delphine e le spiega che pure lui è un Uomo di Lettere e che viene dal futuro, rivelando ai soldati che moriranno a breve, ma che gli serve la Mano di Dio. Delphine mostra l'oggetto a Dean, si tratta di un pezzo dell'Arca dell'Alleanza. Delphine spiega a Dean che lei ha messo vari sigilli mistici nel USS Bluefin che probabilmente hanno interferito con il potere dell'angelo, quindi decide di rimuoverli. Sam tra gli archivi degli Uomini di Lettere trova gli appunti su un incantesimo angelico mai sperimentato, che permetterebbe a un arcangelo di assorbire la forza del Paradiso per eliminare i sigilli, ma dato che non ci sono arcangeli che possano aiutarli decide di provare con qualcos'altro. Poi però vede Castiel preparare l'incantesimo, a quel punto Lucifero si rivela a Sam decidendo perciò di ucciderlo, confessando al ragazzo che lui non gli serve. Castiel però riprende un minimo di autocontrollo sul tramite umano parlando a Sam e spiegandogli che ha dato a Lucifero il permesso di possederlo poiché gli serve il suo aiuto per battere Amara. Delphine ha tolto quasi tutti i sigilli mistici, tranne uno, che è tatuato sulla sua clavicola, dando a Dean il permesso di pugnalarla e ucciderla: tale sigillo trae forza dalla sua energia vitale e può essere annullato solo con la sua morte. Dean si rifiuta di ucciderla, ma nello stesso tempo una nave tedesca attacca con delle bombe l'USS Bluefin, comunicando con loro via radio, a capo della nave c'è l'ufficiale tedesco, amante di Delphine, che è stato resuscitato con la magia oscura, rivelandosi quindi come membro della Thule, che offre agli ufficiali un accordo: affonderanno l'USS Bluefin a meno che loro non consegnino ai nazisti la Mano di Dio e Delphine, mentre i soldati verranno solo catturati come prigionieri di guerra. Dean non è più intenzionato a prendere la Mano di Dio, adesso vuole solo salvare Delphine e i soldati, ma la donna gli spiega che morire è il loro destino, poi assorbe il potere della Mano di Dio e cancella il sigillo dal suo corpo, permettendo a Lucifero di riportare Dean e la Mano di Dio nella loro epoca, mentre Delphine con il potere assorbito dall'oggetto distrugge la nave tedesca prima che l'USS Bluefin affondi. Lucifero si appresta a uccidere i fratelli Winchester e prova ad assorbire il potere della Mano di Dio, ma non ci riesce perché Delphine ha prosciugato l'oggetto di tutta la sua energia, poiché la Mano di Dio può essere usata una sola volta. Sam caccia via Lucifero con un sigillo enochiano, adesso lo scopo di Dean è quello di liberare Castiel dalla possessione di Lucifero e imprigionarlo nuovamente nella gabbia, ma il suo pensiero è rivolto anche a Delphine e ai soldati dell'USS Bluefin che sono morti quel giorno, rendendosi conto che quella missione non è servita a nulla, avendo visto solamente delle persone morire senza poterle aiutare.
- Supernatural Legend: Lucifero, Mano di Dio
- Guest star: Weronika Rosati (Delphine Seydoux), Grant Harvey (Petey Giraldi), Darren Dolynski (James Dearborn).
- Altri interpreti: Bethany Brown (Simmons), Richard Stroh (Gumprecht).
- Musiche: Non, je ne regrette rien (Edith Piaf)

## Al tappeto
- Titolo originale: Beyond The Mat
- Diretto da: Jerry Wanek
- Scritto da: John Bring e Andrew Dabb

### Trama
Brimson, Missouri. Durante un incontro di wrestling Larry Lee "Il Boia" batte Shawn Harley; al termine dell'incontro Larry, come da tradizione, mette un cappio al collo dello sconfitto Harley, ma essendo ubriaco rischia di fare seriamente del male all'avversario, motivo per cui i due negli spogliatoi hanno un diverbio. Larry rimane solo nello spogliatoio, quando va via la luce e viene impiccato con la sua stessa corda. I Winchester leggono la notizia e decidono di partecipare al funerale, dal momento che il wrestler era il preferito di John Winchester, che li portava spesso a quegli incontri. Nel frattempo, Lucifero ordina ai demoni di cercare un'altra Mano di Dio e continua a trattare Crowley come il suo cagnolino. Al funerale di Larry, Dean incontra Gunner Lawless, il suo idolo quando era bambino, mentre Sam incontra Rio, la sua prima cotta, un tempo manager mentre ora lavora come speaker agli incontri. I ragazzi partecipano ad un evento organizzato in memoria di Larry, in cui Hellrazor si scontra con Gunner Lawless che vince l'incontro, con gioia di Sam e Dean che si divertono come quando erano bambini. Finito l'incontro, un uomo che era all'evento con il figlio, viene ucciso in circostanze misteriose. Sul corpo dell'uomo sono stati incisi dei simboli e i fratelli Winchester decidono di indagare: Sam torna al motel per fare delle ricerche, mentre Dean resta al locale per parlare con Rio. La donna racconta di come i suoi wrestler pensino di essere maledetti, per via delle morti che continuano ad accompagnare il tour, così Dean si reca al bar vicino per ricavare informazioni dalla troupe. Sam scopre che ad ogni tappa del tour c'è stata una vittima, che riporta gli stessi simboli della vittima trovata quella sera, compreso "Il Boia"; si tratta di un simbolo in sumero antico in grado di cogliere la scintilla della vita, così pensano che il responsabile delle morti sia un demone in cerca di anime. Dean allora mette dell'acqua santa negli alcolici dei wrestler per scoprire se tra loro ci sia un demone. Intanto all'Inferno, Simmons, una demone che fa da braccio destro di Lucifero, libera Crowley e, dopo averlo spronato a riprendere il controllo degli Inferi, si recano in un magazzino dove è custodita la Verga di Aronne, una possibile Mano di Dio. Simmons però tradisce Crowley ingannandolo, infatti arriva Lucifero che tenta di prendere la reliquia ma il demone riesce a sottrarla in tempo e la usa contro Lucifero. Simmons, nel tentativo di proteggere il suo padrone, viene disintegrata dal potere della Mano di Dio. In quel momento Crowley realizza che la Verga di Aronne ha esaurito il suo potere e, non potendo fronteggiare Lucifero, scappa. Intanto Sam va al bar, dove trova Dean ubriaco a forza di offrire tequila ai wrestler, nessuno dei quali ha reagito però all'acqua santa. Solo Harley non è stato testato, in quanto si è allontanano dal locale dopo una discussione con Gunner. I Winchester vanno quindi nella camera di Harley ma la trovano a soqquadro, senza traccia dell'uomo. Dal filmato della sorveglianza si vede che, dopo che Harley è rientrato nella sua stanza, un furgone bianco parcheggia lì davanti, su cui Gunner carica Harley svenuto. Harley si risveglia legato ad una sedia e chiede scusa a Gunner per averlo colpito al bar, pregandolo di non fargli del male. Gunner però dice che non sta a lui decidere, e nel frattempo compare l'uomo che Harley credeva essere il suo spacciatore, che però è in realtà un demone degli incroci. Il demone vuole stringere un patto con Harley, il quale potrà avere tutto quello che desidera in cambio della sua anima e di piccoli favori, ovvero uccidere qualcuno per conto del demone. Harley però rifiuta, perché non vuole finire all'Inferno per avere un qualcosa che potrebbe ottenere anche da solo. Il demone però tortura il ragazzo, recidendogli il tendine d'Achille e mettendo quindi fine alla sua carriera e ordina a Gunner di ucciderlo. I Winchester trovano Harley, che però è già stato ucciso da Gunner e vengono attaccati dal demone. Dean viene attaccato da Gunner e legato ad una sedia, e gli racconta di come abbia venduto l'anima dieci anni prima per vincere il titolo di campione, in quanto disperato e stupido. Dean però lo convince a fare la cosa giusta: salvare Sam e uccidere il demone. Infine Gunner viene ucciso dai segugi infernali che portano la sua anima all'Inferno. I Winchester tornano al bunker e si dimostrano più determinati che mai a sconfiggere l'Oscurità e a salvare Castiel da Lucifero.
- Supernatural Legend: Demoni, Mano di Dio, Lucifero
- Guest star: Aleks Paunovic (Gunner Lawless), Jackie Debatin (Rio), Mike "the Miz" Mizanin (Shawn Harley).
- Altri interpreti: Bethany Brown (Simmons), Aidan Kahn (Duke), Travis Watters (Larry Lee).
- Musiche: Modern Day Cowboy (Tesla)

## Casa sicura
- Titolo originale: Safe House
- Diretto da: Stefan Pleszczynski
- Scritto da: Robbie Thompson

### Trama
Grand Rapids, Michigan. Una donna, Naoki, sta ristrutturando la casa che ha appena comprato, quando sente la figlia Kat urlare al piano di sopra. La bambina dice di aver sentito dei passi, ma la madre la rassicura dicendole che era solo un incubo. Nella stanza della bambina la temperatura si abbassa, la luce si spegne e la porta si chiude all'improvviso; la bambina si nasconde sotto al letto, ma qualcuno la afferra e la trascina via. I Winchester sono in una tavola calda e leggono della notizia sul giornale: la bambina è in coma e riporta come unica ferita l'impronta della mano dell'aggressore. Subito pensano ad uno spirito vendicativo o ad un poltergeist. Dopo aver parlato con la madre in ospedale si recano a casa della donna, dove la vicina di casa racconta che anni prima un'altra coppia di agenti dell'FBI aveva visitato quella casa: subito intuiscono che si tratta di Bobby e Rufus. Anni prima infatti, alla vigilia dell'Apocalisse, Rufus aveva chiesto aiuto a Bobby per un caso di fantasmi che infestavano quella casa: al figlio della famiglia che abitava all'epoca nella casa era successa la stessa cosa che è capitata a Kat. Sam e Dean ispezionano la casa e rilevano ovunque forti campi elettromagnetici, avvalorando la tesi del fantasma. Decidono di bruciare le ossa delle due persone morte nella casa in passato, ma scoprono che sono state già bruciate da Bobby e Rufus. Leggendo il diario di Bobby, per scoprire in cosa si fossero imbattuti i due cacciatori in passato, scoprono che l'amico aveva lasciato il racconto incompleto; dunque a Sam e Dean non resta che immergersi in lunghe ricerche. Intanto Naoki è tornata a casa a prendere dei giochi per Kat, ma viene aggredita e finisce in coma anche lei. All'ospedale Sam e Dean parlano con la dottoressa che era presente quando sono avvenuti i primi attacchi, la quale riferisce che tutto si sta ripetendo come anni prima, ma in quel caso madre e figlio si sono risvegliati il giorno dopo perfettamente sani. Parlando con Mary Henderson, la madre della prima vittima, i ragazzi scoprono che quello che Bobby e Rufus hanno fatto in passato riguardava la carta da parati della casa: sotto di essa infatti hanno disegnato un sigillo, che è stato rotto mente Naoki ristrutturava casa. I ragazzi scoprono che quello con cui hanno a che fare è un Divoratore di anime, una creatura che si nutre di anime e trasforma la casa in cui è entrato in un Nido, un posto fuori dal tempo e dallo spazio che prende le sembianze della casa delle vittime, il che coincide con il sogno fatto da Mary mentre era in coma. Nel Nido le anime vedono le cose che amano, rendendole vulnerabili: infatti Mary aveva visto suo marito e suo figlio morti. Nel mondo reale intanto il corpo della vittima deperisce e muore. Secondo le leggende però i Divoratori di anime non possono essere uccisi, ma intrappolati usando un sigillo celtico che deve essere disegnato con il sangue, sia nella casa che nel Nido, quindi significa che uno di loro dovrà essere attaccato dal Divoratore di anime per entrarci. Così mentre Dean cerca il mostro per farsi portare nel Nido, Sam rimane nella casa per dipingere il sigillo. Dean viene attaccato e si risveglia nel Nido, dove gli appare suo fratello morto; una volta ripresosi dalla visione inizia a disegnare il sigillo, e poco dopo incontra Kat, che dice a Dean di vedere altre persone oltre a loro, ma Dean ancora non ci riesce. Anche Bobby era stato attaccato dalla creatura e condotto nel Nido, dove aveva visto "i suoi ragazzi", Sam e Dean, morti. Trovate le vittime finite in coma, anche lui aveva iniziato a vedere molte altre anime intrappolate nella casa. Era stato poi attaccato dal Divoratore di anime, che aveva preso possesso del corpo del cacciatore nel mondo reale e aveva attaccato Rufus, per impedirgli di completare il sigillo. Nel frattempo Dean completa il disegno e, dopo aver visto le altre anime, viene bloccato dalla creatura che prende possesso di lui e attacca Sam nel mondo reale. Il Divoratore dice a Sam di seguirlo nel Nido, dove saranno per sempre al sicuro dall'Oscurità, ma lui rifiuta e inizia una colluttazione tra i due. Rufus aveva sparato a Bobby con dei proiettili al salgemma per allontanare il mostro, senza ferire l'amico, e ha quindi potuto completare il sigillo, permettendo a Bobby, al bambino e alla madre di risvegliarsi. Nel presente Sam riesce a completare il sigillo e il Divoratore di anime viene così ucciso. Dean, Naoki e Kat si risvegliano; prima di abbandonare il Nido però Dean vede l'anima di Bobby e ipotizza con Sam che essendo il Nido un posto al di fuori del tempo e dello spazio, i due cacciatori potessero trovarsi in realtà nel Nido nello stesso momento. I ragazzi ripartono e decidono di andare ad occuparsi di un altro caso lasciato in sospeso in Tennessee, ma Dean dice a Sam che questa volta sarà lui ad entrare nel Nido.
- Supernatural Legend: Fantasmi, Divoratore di anime
- Guest star: Jim Beaver (Bobby), Steven Williams (Rufus), Jane McLean (Naoki Himura), Holly Elissa (Mary Henderson), Michele Scarabelli (dottoressa).
- Altri interpreti: Arien Boey (Will Henderson), Emily Delahunty (Kat), Barbara Pollard (vicina di Naoki).
- Musiche: Night Life (Willie Nelson), Midnight Rider (Allman Brothers Band)

## Carne rossa
- Titolo originale: Red Meat
- Diretto da: Nina Lopez-Corrado
- Scritto da: Robert Berens e Adrew Dabb

### Trama
Non avendo trovato informazioni per fermare l'Oscurità, Sam e Dean investigano su un caso di licantropi dopo il ritrovamento dei corpi di alcune persone scomparse. Chiedendo indicazioni a una barista del luogo, vengono a sapere di una zona con dei capanni abbandonati dove spesso i campeggiatori si addentrano. In realtà la donna è un licantropo e indirizza i cacciatori verso uno dei capanni abbandonati nel bosco, con l'intento di intrappolarli. Arrivati al capanno, Sam e Dean trovano due licantropi che tengono in ostaggio una coppia di giovani campeggiatori: Corbin e Michelle. Dean e Sam affrontano i due licantropi uccidendoli, liberando Corbin e Michelle, ma uno dei licantropi prima di morire aveva sparato a Sam che ora rischia di morire. I quattro tentano di scappare e raggiungere il pronto soccorso in quanto anche Michelle è gravemente ferita ma, siccome Sam è troppo debole per muoversi, Corbin insiste per lasciarlo lì poiché ritiene che non ha molte speranze. Dean si oppone e va a procurarsi della legna per costruire una lettiga con la quale aiutare il fratello, ma durante la sua assenza Corbin soffoca Sam, uccidendolo apparentemente, che prima di svenire si era accorto che Corbin era stato morso da un licantropo. Al suo ritorno, Dean scopre il corpo senza vita di Sam e decide di accompagnare Corbin e Michelle in ospedale, promettendo al fratello di ritornare. Usciti dal bosco, trovano lo sceriffo del posto che, vedendo i ragazzi feriti e in stato di shock, chiede spiegazioni ma Dean non ha tempo da perdere e intende tornare dal fratello. Lo sceriffo stordisce Dean con un taser e il cacciatore si risveglia all'ospedale in stato confusionale a causa dei farmaci. Credendo Sam morto, Dean assume un notevole quantitativo di medicinali con l'aiuto di Michelle nella speranza di convincere un mietitore a riportare Sam in vita. Dean viene così raggiunto dalla mietitrice Billie, la quale (come già gli aveva preannunciato in passato) gli dice che i giochi sono finiti, che stavolta morirà definitivamente e la sua anima finirà nel vuoto cosicché non potrà più tornare in vita. Dean prova a convincere Billie di riportare Sam in vita poiché è l'unico che può fronteggiare Amara, ma Billie è consapevole del fatto che in realtà Dean vuole riportare in vita suo fratello solo per egoismo e non perché possa realmente essergli di aiuto nella lotta contro Amara, quindi si rifiuta di stringere con lui qualsiasi accordo e gli rivela inoltre che in realtà Sam non è morto. Dean, si rende conto di aver fatto una stupidaggine, ma fortunatamente viene riportato in vita dalla dottoressa chiamata da Michelle, la quale gli inietta una dose di adrenalina. Nel frattempo, Sam rinviene e scopre che altri due licantropi hanno raggiunto il capanno, tra cui anche la barista. Con uno stratagemma riesce a ucciderli entrambi e con fatica arriva all'Impala e chiama Dean per metterlo in guardia su Corbin, ma la comunicazione è disturbata, quindi è costretto a guidare fino all'ospedale. Corbin intanto si è trasformato in un licantropo e, dopo aver ucciso sia la dottoressa che lo sceriffo, ha intenzione di trasformare Michelle. Dean cerca di proteggere la ragazza e viene aggredito da Corbin, ma Sam arriva in tempo per ucciderlo e salvare così suo fratello. I dottori curano Sam e capiscono che quando Corbin aveva cercato di uccidere Sam, il suo corpo era entrato in stato di shock causando una morte apparente. L'episodio si conclude con un dialogo tra Dean e Michelle, devastata dalla morte di Corbin e dall'esperienza vissuta. Inoltre Dean decide di non rivelare a Sam ciò che aveva fatto quando pensava che suo fratello fosse morto.
- Supernatural Legend: Licantropi, Mietitori.
- Guest star: Lisa Berry (Billie), Erin Way (Michelle), Blair Penner (Corbin), Eileen Pedde (dottoressa Kessler), Toby Levins (Ben), Suki Kaiser (Rose).
- Musiche: (I'm A) Road Runner (Humble Pie)

## L'angelo dell'Inferno
- Titolo originale: Hell's Angel
- Diretto da: Philip Sgriccia
- Scritto da: Brad Buckner ed Eugenie Ross-Leming

### Trama
Deserto del Nefud, Arabia Saudita. Crowley va in un accampamento nel deserto a trovare un uomo che in passato gli aveva ceduto l'anima. Lui possiede una Mano di Dio, il Corno di Giosuè, e in cambio Crowley salverà la sua anima dall'Inferno annullando il suo contratto, anche se poi uccide lui e le guardie nell'accampamento, entrando in possesso del Corno di Giosuè. Crowley si sta nascondendo dai demoni che Lucifero ha mandato alla sua ricerca; chiama quindi al telefono i Winchester per dire loro che è in possesso dell'oggetto e vuole incontrarli. Nel frattempo Lucifero è riuscito ad entrare in Paradiso e intimidisce gli angeli affinché lavorino assieme a lui per fermare Amara, e quando l'avranno sconfitta loro dovranno riconoscerlo come leader del Paradiso. Amara intanto sta guarendo dall'attacco degli angeli grazie all'aiuto di Rowena, la quale non è morta poiché preventivamente aveva nascosto nel suo corpo un incantesimo che le avrebbe permesso di tornare in vita nel caso fosse morta. La strega cerca di entrare nelle grazie di Amara, curandola e offrendosi come sua "amica", e in cambio chiede un posto al suo fianco quando lei ricreerà il mondo a suo piacimento. Crowley intanto discute con i Winchester i termini di un accordo: lui consegnerà a loro il Corno di Giosuè ma in cambio vuole che Lucifero venga imprigionato nella gabbia. Sam e Dean gli spiegano però che questo è impossibile perché per aprire la gabbia serve Rowena e il Libro dei Dannati, inoltre Lucifero è l'unico che può battere Amara. Crowley sembra irremovibile: è infatti del tutto intenzionato ad eliminare Lucifero dopo il modo in cui lo ha trattato. Amara testa il suo grado di guarigione scatenando parte del suo potere sul Paradiso, come conseguenza il cielo si addensa di nubi cariche di elettricità, spaventando chiunque inclusa Rowena; gli angeli sono terrorizzati, tranne Lucifero che invece è divertito. La strega poi spia una conversazione tra Crowley e i Winchester, ma invece di riferire ad Amara che hanno trovato un piano per eliminarla, mente dicendo che non sanno ancora cosa fare. Invia poi un messaggio ai tre con la sua magia, riferendogli che è ancora viva. La strega decide di aiutarli ad aprire nuovamente la gabbia e intrappolare Lucifero. Inoltre Dean impone che Lucifero debba prendere possesso di un altro tramite perché non intende lasciare che sia Castiel ad affrontare Amara rischiando la vita, però Sam è dell'opinione che questa scelta complicherebbe le cose e che dunque sacrificare Castiel è necessario specialmente perché è stata una sua scelta fare da tramite a Lucifero, aggiungendo che loro si mettono spesso nei guai proprio a causa della loro riluttanza a sacrificare le persone che amano; ma Dean non intende scendere a compromessi, perché considera Castiel come parte della famiglia e non intende sacrificarlo. Dean, Sam e Crowley raggiungono Rowena con il Corno di Giosuè, invocano così Lucifero, usando la Mano di Dio come esca, e quando questo si presenta lo intrappolano con l'olio santo. Usano poi un incantesimo per parlare con Castiel senza che Lucifero si intrometta (lo stesso usato con Sam quando era posseduto da Gadreel), in questo modo Castiel, riprendendo padronanza di sé, potrà cacciare Lucifero dal suo corpo, ma l'arcangelo riprende subito il controllo del tramite e purtroppo il cerchio di olio santo comincia a svanire perché può intrappolare un arcangelo per poco tempo. Crowley esce dal suo tramite e possiede quello di Castiel, per parlare con l'angelo e convincerlo ad espellere Lucifero, ma lui non mostra interesse nel farlo, ancora convinto che Lucifero sia l'unica speranza per battere Amara. Lucifero attacca Crowley ma quest'ultimo manda un messaggio di aiuto ai Winchester marchiandolo nel suo tramite. I due eseguono quindi un esorcismo dal tramite di Castiel per espellere Crowley prima che venga ucciso. Lucifero riprende possesso del tramite e nel frattempo la protezione dell'olio santo viene meno. Crowley scappa, mentre Rowena continua a rimanere nascosta; Lucifero attacca i Winchester intento a ucciderli, quando arriva Amara, la quale non fidandosi di Rowena l'aveva seguita. Lucifero, che era entrato in possesso del Corno di Giosuè, dà per scontata la vittoria e assorbe così il potere della Mano di Dio per intrappolare nuovamente Amara sicuro del fatto che combinando il suo potere con quello di Dio dovrebbe superare Amara, ma quando scatena tutta la potenza contro l'Oscurità lei ne esce indenne e, dopo aver liberato i Winchester, cattura così l'angelo. Sam e Dean decidono di mettere da parte le loro divergenze circa il da farsi con Castiel, in quanto si erano ripromessi di accettare le decisioni degli altri anche quando non erano d'accordo, ma alla fine decidono di cercarlo e riportarlo a casa. Non sanno ancora come sconfiggere Amara, ora che anche Lucifero si è dimostrato incapace di ucciderla; suppongono però che essendo Lucifero stato cacciato da Dio, non abbia potuto usare il potere della Mano di Dio appieno. Amara intanto decide di attirare l'attenzione di Dio torturando l'arcangelo: Lucifero è stato infatti il primo ad essere creato da Dio e secondo Amara è l'unica cosa a cui Dio tenga ancora.
- Supernatural Legend: Lucifero, Oscurità, Angeli, Mano di Dio
- Guest star: Emily Swallow (Amara), Mark Pellegrino (Lucifero), Ruth Connell (Rowena)

## Il pigolio
- Titolo originale: The Chitters
- Diretto da: Eduardo Sànchez
- Scritto da: Nancy Won

### Trama
Gunnison (Colorado), 1989: due fratelli, Jesse e Matty, stanno andando a pescare e attraversano il bosco, ma all'improvviso Matty viene rapito da un essere con gli occhi verdi, senza che suo fratello minore possa fare nulla per aiutarlo.
Nel presente Dean è ossessionato dal ritrovare Castiel sapendo che Amara non si farebbe scrupoli a ucciderlo pur di torturare Lucifero, quindi Sam gli propone di distrarsi andando a Gunnison per indagare su un caso di strane sparizioni. Una testimone racconta di aver visto una creatura rapire la sua amica Libby e descrive la creatura come qualcosa di non umano, con occhi verdi scintillanti, calva, nuda ma senza genitali. Quando ha ritrovato la sua amica nel bosco, questa tremava ed emetteva lo stesso suono che avevano sentito prima di essere attaccate e aveva gli stessi occhi verdi scintillanti della creatura. Nella città non è la prima volta che si verificano strane sparizioni: sembra infatti che ogni 27 anni la gente del posto scompaia senza lasciare tracce. I Winchester decidono così di parlare con una delle testimoni del caso del 1989: suo marito, prima della sparizione, aveva iniziato a comportarsi in modo strano, tradendola con due donne per poi scomparire. La donna racconta loro di una leggenda appresa dalla nonna, quella dei "Chitters", secondo la quale in prossimità dell'equinozio di primavera queste creature prendono possesso di alcuni abitanti della città, partecipano a orge nel bosco per riprodursi e successivamente sparivano. Dean viene contattato al telefono dall'amica di Libby che vuole andare nel bosco e vuole che Dean l'accompagni, mentre Sam va a fare ricerche. Dean viene attaccato nel bosco da Libby, ma viene salvato da due cacciatori: Cesar e Jesse. I due gli spiegano che questi mostri hanno comportamenti molto simili a quelli di una cicala e sono chiamati Bisaan: appaiono ogni 27 anni e prendono possesso dei corpi umani per accoppiarsi dato che nella loro forma originale non hanno organi riproduttivi, e per alcuni giorni i loro involucri umani sono usati come incubatrici per le loro uova. Le persone rapite muoiono dopo la schiusa delle uova e la nuova generazione di Bisaan ripete il processo dopo altri 27 anni. Mentre Cesar e Dean cercano la tana nel bosco, Sam e Jesse si recano a casa dello sceriffo che aveva seguito il caso 27 anni prima per fargli alcune domande. Lo sceriffo, dopo un po' di insistenza da parte di Sam e Jesse, ammette di essere riuscito ad entrare nella tana ma al suo interno aveva trovato anche sua figlia ed era stato costretto a ucciderla; desiderando nascondere quanto era successo, all'epoca aveva dato del pazzo a Jesse, dicendogli che si era inventato tutto. Dean e Cesar trovano la tana all'interno di una vecchia miniera e uccidono due Bisaan, poi scoprono che le persone rapite sono già tutte morte e al loro interno contengono le uova. Vengono quindi raggiunti da Sam e Jesse: assieme decidono di bruciare le uova e di dare una sepoltura degna di un cacciatore a Matty, il fratello di Jesse, i cui resti erano ancora nella tana. Mentre il corpo di Matty brucia sulla pira, Dean parlando con Sam considera l'ipotesi di reclutare Jesse e Cesar nella loro lotta contro Amara, ma si tira indietro quando i due dicono loro di volersi ritirare dalla caccia e di voler vivere felicemente come coppia.
- Supernatural Legend: Bisaan
- Guest star: Lee Rumohr (Jesse Cuevas), Hugo Ateo (Cesar), Candice McClure (Sceriffo Tyson).
- Altri interpreti: Connor Stanhope (Matty Cuevas), Andy Maton (Joe), April Telek (Etta Fraser).
- Musiche: Things Have Changed (Anson Funderburgh & The Rockets).

## Non chiamarmi Shurley
- Titolo originale: Don't Call Me Shurley
- Diretto da: Robert Singer
- Scritto da: Robbie Thompson

### Trama
Un Metatron senzatetto rovista nella spazzatura in cerca di cibo e improvvisamente viene teletrasportato in un bar, un luogo che riconosce subito come una creazione divina, e lì incontra lo scrittore e profeta Chuck Shurley. Inizialmente sprezzante, Metatron resta sconvolto quando Chuck si rivela essere Dio. Lui vuole che Metatron lo aiuti nell'editare la sua autobiografia e preferisce essere ricordato come Chuck, perché da solo non riesce a scriverla sentendo di essere afflitto dal "blocco dello scrittore" quindi vuole dei consigli da Metatron nonostante non intenda ritrasformarlo in un angelo. Nel frattempo i Winchester stanno investigando su un omicidio-suicidio a Hope Springs, Idaho, e in breve tempo si rendono conto che una versione più forte della nebbia infetta generata dall'Oscurità sta trasformando gli abitanti della città. Chuck racconta a Metatron di aver viaggiato il mondo in lungo e in largo e di voler parlare solamente delle cose che ha fatto come essere umano. Metatron però gli fa capire che parlare di argomentazioni futili non fa altro che oscurare i fatti più salienti, notando che cerca in ogni modo di ignorare l'Oscurità e facendo finta che non faccia nemmeno parte del suo passato. Inoltre le critiche di Metatron sul suo scritto portano Chuck a rivelargli una sorta di simpatia nei confronti di Lucifero, il quale è diventato malvagio a causa del Marchio di Caino. Intanto un'agente del dipartimento dello sceriffo viene infettata dalla nebbia e uccide suo marito, poi parla ai Winchester spiegando che Amara vuole tirare fuori il peggio di tutti per rivelare la vera natura delle persone, ovvero quella oscura, perché a suo dire la luce (cioè Dio) è solo un'illusione; poi lo sceriffo la uccide ma prima di esalare l'ultimo respiro lei confessa a Dean che Amara distruggerà tutto tranne lui. Chuck, grazie ai suggerimenti di Metatron, inizia finalmente a scrivere delle pagine di qualità, ma lo scriba non trova giusto il fatto che lui abbia intenzione di fare nulla contro Sua sorella; Chuck ammette di aver generato la creazione perché si sentiva solo. L'Oscurità nonostante fosse la sua famiglia non lo rendeva felice perché Lui rappresentava l'essenza mentre Sua sorella il nulla quindi non riuscivano a completarsi, dunque iniziò a creare dei mondi sperando che l'Oscurità avrebbe compreso quanto fosse bella la creazione ma ogni volta lei li distruggeva, quindi fu costretto a sigillarla nel Marchio. Dopo essere riuscito ad imprigionarla e vedendo i conflitti costanti che gli esseri umani e gli angeli creavano, Chuck decise semplicemente di andarsene via, lasciandoli in una sorta di auto-gestione e pensando fosse inutile combattere nuovamente contro l'Oscurità. Chuck fa vedere a Metatron la natura ammettendo che è stata la Sua più grande creazione che si è evoluta da sola e vuole godersela finché dura sapendo che a breve Amara distruggerà tutto, infatti non intende fermarla e la biografia che sta per scrivere la leggerà solo Lui. Chuck considera i Winchester i suoi umani preferiti, motivo per cui ha costantemente riportato in vita Castiel per loro, ma il loro tentativo di distruggere il Marchio di Caino ha riportato in libertà Sua sorella e quindi ora non vuole più aiutarli. Metatron è disgustato da quanto ha appena sentito e accusa Chuck di essere diventato un codardo, ma questa affermazione lo fa arrabbiare tanto da scagliarlo fuori dal bar. Metatron ammette di aver fatto i suoi errori come quando decise di assumere il controllo del Paradiso e diventare il nuovo Dio, ma lo fece solo perché voleva la Sua approvazione, rivelandogli che per lui fu un grande onore essere il Suo scriba, ma Chuck gli confessa che lo scelse per caso e che non c'è mai stato nulla di speciale in Metatron, e che abbandonò il Paradiso perché tutti gli angeli lo avevano deluso. Metatron gli dice che gli esseri umani sicuramente hanno i loro difetti, ma sono stati anche in grado di creare bellezza, arte e amore; sono la più grande creazione di Dio perché non si arrendono mai e che sono persino migliori del loro creatore. Chuck in un primo momento si infuria, ma poi riprende la scrittura della sua autobiografia. Sam e Dean sono ancora alle prese con la nebbia che infetta anche Sam, mentre risparmia Dean. Sam sta molto male e Dean, arrabbiato, urla affinché tutto finisca e la situazione torni alla normalità. Nel bar Chuck sale sul palco e, accompagnandosi con la chitarra, canta una canzone (Dink's Song); nel mentre, Metatron in lacrime legge le ultime pagine dell'autobiografia. A Hope Springs la nebbia e l'infezione improvvisamente spariscono. Tutti gli abitanti, inclusi quelli morti, ritornano a vivere. Dean vede qualcosa di luminoso dalla tasca di Sam: è il suo vecchio amuleto che sta brillando, ciò simboleggia la vicinanza di Dio. Tenendolo in mano, escono in strada dove, tra le altre persone, vedono Chuck. Quest'ultimo saluta i due fratelli increduli e dice loro che probabilmente è necessario che facciano una chiacchierata.
- Supernatural Legend: Angeli, Dio, Oscurità
- Guest star: Rob Benedict (Chuck Shurley), Curtis Armstrong (Metatron)
- Musiche: Gimme Shelter (The Rolling Stones), Don't Answer the Door (B. B. King), Good Vibration (Brian Wilson).

## Tutto in famiglia
- Titolo originale: All In The Family
- Diretto da: Thomas J. Wright
- Scritto da: Eugenie Ross-Leming e Brad Buckner

### Trama
I Winchester esprimono a Chuck i loro dubbi sulla sua persona, così lui li teletrasporta al bunker, dove fa apparire lo spirito di Kevin Tran affinché garantisca per lui, dopodiché Chuck spedisce Kevin in Paradiso, dove finalmente potrà avere pace, e rivela la sua vera identità. Chuck spiega ai Winchester che un tempo era stato molto più partecipe delle sorti del mondo educando e all'occorrenza punendo, ma che in ogni caso, vedendo che ciò non faceva nessuna differenza, se n'era andato per trovare la propria strada affermando che le sue creature dovevano crescere da sole e che non poteva essere soffocante e opprimente con loro, ma che ora era ritornato sui suoi passi per affrontare Amara. Dean continua a trovare troppo ambigua la moralità di Chuck che vede come una figura assente, ma Chuck gli fa capire che in realtà il cacciatore proietta su di Lui i suoi problemi con John. Amara nel frattempo continua con la sua opera di tortura nei confronti di Lucifero, lui la provoca dicendole che comunque, anche se sconfiggesse Dio, non sarà mai come Lui, perché viene venerato e ammirato mentre lei essendo solo la personificazione della distruzione non verrà mai associata a nulla di buono. Amara contatta Dean affinché faccia sapere a Dio in che condizioni si trova Lucifero, oltre al fatto che anche Castiel rischia di morire come suo tramite. Nel frattempo un'altra delle nebbie di Amara annienta la città di Lewis in Oklahoma. Chuck non vuole stringere un'alleanza con Lucifero anche se l'ultima volta con il suo aiuto riuscì a imprigionare l'Oscurità, infatti Lucifero è ancora oggi la sua più grande delusione e rimprovera i Winchester per averlo liberato dato che ora, appena uscito dalla gabbia dopo tanti anni di prigionia, è ancora più arrabbiato di prima e probabilmente vorrà allearsi con Amara. Arrivati a Lewis, i Winchester fanno la conoscenza di un Donatello, un professore universitario di chimica, l'unico sopravvissuto alla nebbia, che racconta di come la nebbia fosse densa e fitta e di come le persone abbiano cominciato a tossire e a mostrare segni neri sul corpo. Poi racconta di essere stato colpito da un fulmine, che all'improvviso ha fatto chiarezza nella sua mente e gli ha portato un grado di conoscenza tale per cui ora sa cose che non aveva mai saputo prima: simboli, voci e lingue che non aveva mai parlato, assieme a orribili visioni di distruzione e morte. Sam e Dean realizzano così di essere di fronte al nuovo Profeta, ma non capiscono come ciò sia possibile in quanto Donatello non figurava tra i futuri Profeti che in passato Crowley aveva rapito per decifrare il contenuto del Verbo di Dio. Amara compare nuovamente a Dean chiedendogli di incontrarlo da solo. Sam e Dean portano Donatello al bunker e lungo la strada lo mettono al corrente di tutto ciò che sta accadendo: l'uomo resta sconvolto dai loro racconti e inizialmente si rifiuta di accettare il suo ruolo da Profeta. Arrivati al bunker trovano Chuck in mutande, intento a usare il computer di Dean. Donatello fa la conoscenza di Chuck e gli chiede se il suo essere ateo rappresenta un problema e Chuck gli risponde che il "libero arbitrio" era incluso nel "kit". I Winchester vengono contattati da Metatron che chiede di poterli vederle e rivela loro che Chuck intende offrirsi ad Amara come sacrificio, affinché lei interrompa la sua distruzione del mondo. I due fratelli non gli credono e quindi Metatron gli sottopone l'autobiografia, dicendo loro che in realtà sembra più la lettera di un suicida. Dean cerca di far ragionare Chuck il quale è convinto che il problema sia solo tra lui e Amara e che lei, una volta regolati i suoi conti col fratello, smetterà di essere malvagia. Gli rivela che farà un patto con Amara per il quale lui non morirà, ma verrà intrappolato in una gabbia e che la sua creazione dovrà continuare ad esistere. Dean gli dice che, secondo lui, Amara distruggerà tutto comunque. Chuck gli risponde che se il suo piano fallirà, il compito di proteggere la sua creazione passerà a uomini come lui e Sam e gli dice che questo è il motivo per cui li ha salvati per anni: sono il muro di separazione tra Luce e Buio. I Winchester si alleano con Donatello e Metatron: quest'ultimo può tornare utile perché è in possesso di tantissime informazioni che riguardano Dio e tutto ciò che ha creato. Il piano è salvare Lucifero da Amara, farsi teletrasportare da lui fuori dal rifugio e convincere Chuck a usare Lucifero per combattere contro Amara. Donatello dice di sapere dove si nasconde Amara e per distrarla e farla uscire dal suo nascondiglio, Dean si incontra con lei in un bosco. Amara gli dice di aver sentito la sua mancanza e Dean replica che la loro è una storia senza futuro e che quindi dovrebbero allontanarsi l'uno dall'altra. Amara suggerisce a Dean di abbandonare la propria umanità per diventare, invece, parte di lei e gli dice che questa volta Dio non potrà fermarla. Inoltre incita Dean a smettere di combattere contro questo sentimento perché lei rappresenta la fine dei suoi tormenti ed è consapevole che qualcosa sta tenendo bloccato Dean dall'avere tutto ciò che lei gli propone. Nel frattempo Sam, Donatello e Metatron arrivano nel nascondiglio di Amara dove trovano Lucifero, nel tramite di Castiel, legato e malconcio. Gli fanno promettere di aiutarli a uccidere Amara e lui dimostra di essere disposto a mettere da parte le loro divergenze che ora rappresentano un problema minore rispetto ad Amara. Lucifero viene liberato dalla trappola di Amara grazie a Metatron, ma ancora debilitato dalle torture non può teletrasportarli via dal nascondiglio. Amara capisce che Dean ha parlato con Dio e che l'ha tradita. Donatello, Sam e Lucifero scappano sull'Impala, mentre Metatron resta da solo ad affrontare Amara. L'attacco di Metatron fallisce, comunque le suggerisce di perdonare suo fratello e risparmiare la creazione, ma Amara lo distrugge annientandolo in una nube nera. Amara blocca la fuga di Sam, Lucifero e Donatello, ma quando sta per ucciderli interviene Chuck, che occasionalmente risponde a qualche preghiera e li teletrasporta nuovamente nel bunker. Qui rivede Lucifero per la prima volta dopo millenni e lo guarisce dalle sue ferite. I Winchester salutano Donatello il quale deve riorganizzare la sua vita dopo aver incontrato Dio, Lucifero e l'Oscurità: di sicuro non pensa di poter tornare a dichiararsi ateo. Dean informa Sam su quali siano i piani di Amara che lo riguardano: vuole che lui faccia parte per sempre di lei, non in senso metaforico, ma letterale.
- Supernatural Legend: Dio, Lucifero, Oscurità
- Guest star: Emily Swallow (Amara), Rob Benedict (Chuck Shurley), Curtis Armstrong (Metatron), Keith Szarabajka (Donatello Redfield)
- Musiche: Crooked Little Man (Trini Lopez)

## Noi poco felici
- Titolo originale: We Happy Few
- Diretto da: John Badham
- Scritto da: Robert Berens

### Trama
Lucifero e Chuck sono nel bunker e stanno avendo un battibecco quando arrivano Sam e Dean. Chuck dice di essere consapevole di essersene andato per tanto tempo e Lucifero è infastidito che si sia fatto vivo solo per salvare le "scimmie", cioè gli uomini. Dean gli fa presente che le persone che lui disprezza gli hanno salvato la vita, Lucifero fa schioccare le dita per farli sparire ma scopre che Chuck gli ha disattivato, in via preventiva, i poteri. Sam riporta tutti alla realtà chiedendo loro di focalizzarsi sui veri problemi: la fine del mondo e Amara. Lucifero si dice disposto ad appoggiare Amara e si rifiuta di combattere con Chuck. Poi si chiude nella camera di Sam e ascolta musica rock a tutto volume: i Winchester bussano alla porta e lo esortano a uscire per risolvere i suoi problemi con Dio, ma lui non è d'accordo. Intanto Crowley riunisce tutti i demoni e li invita a ricostruire assieme l'Inferno dopo che Lucifero aveva usurpato il trono e promette loro un posto di riguardo al suo fianco. I demoni lo deridono e si rifiutano di ascoltarlo visto che tutte le sue promesse sono sempre state vane, oltre a essere stato in balia di Rowena, di Dean Winchester e il "cane" di Lucifero (prima che Amara lo rinchiudesse per torturarlo) arrivando persino a pulire il pavimento con la lingua. Ai demoni non interessa che Crowley riprenda il controllo dell'Inferno visto che la fine del mondo è vicina e vanno via chiedendogli se ha veramente un piano per sconfiggere Amara, o è come sempre una sua messa in scena. Chuck sta preparando i pancake in cucina e i Winchester cercano di convincerlo a parlare con Lucifero, ma lui si rifiuta perché non è in grado di scusarsi. Dean non capisce perché Chuck si rifiuti di farlo e Lui gli spiega che non è pentito di essere sparito in quanto lo ha fatto per l'umanità. Secondo Lui è sufficiente aspettare che Lucifero si calmi un po' affinché decida di affrontare Amara. A Grand Isle, in Louisiana, una veggente, Clea, sta leggendo i tarocchi quando percepisce la presenza di Rowena e la invita ad entrare in casa. Rowena chiede la sua collaborazione per realizzare un incantesimo, che richiede l'aiuto di una seconda strega, con il quale poter tornare indietro del tempo; le dice di aver visto con i suoi occhi la profondità del buio di Amara e quindi la fine di tutto, compresa la magia, ma Clea è riluttante all'idea di scappare. Sam e Dean costringono Lucifero e Chuck a confrontarsi e fanno da moderatori durante l'incontro tra i due. Chuck non è in grado di scusarsi e Lucifero lo rimprovera di averlo allontanato nel momento in cui il Marchio di Caino lo stava inevitabilmente trasformando. Chuck gli risponde che il Marchio stava solo enfatizzando ciò che Lucifero già era. La discussione prosegue senza che si arrivi a un punto di incontro, quindi Sam e Dean intervengono nuovamente, ma vengono allontanati da Chuck il quale, finalmente, ammette di aver avuto in Lucifero un preferito e di aver sofferto quando si è dovuto rendere conto che Lucifero non era stato in grado di non farsi influenzare dal Marchio. Quello era il motivo per cui l'aveva allontanato: rappresentava il suo più grande fallimento. Chuck si scusa con Lucifero, il quale ora è pronto a combattere al suo fianco contro Amara che però non può essere distrutta in quanto è necessario, per l'equilibrio delle cose, che esistano sia l'Oscurità che la Luce: l'assenza di uno di questi elementi determinerebbe "la fine della realtà". Dunque Amara deve essere nuovamente vincolata nel Marchio. Dean sostiene con insistenza che Amara dovrebbe essere uccisa perché teme che in futuro possa nuovamente scappare e tutto ricominci da capo. Sam non capisce l'ostinazione del fratello e a quel punto Lucifero gli rivela che Dean è attratto da Amara e non riesce ad affrontarla. Dean si difende dicendo che ha già provato a ucciderla, ma non ha funzionato e Chuck gli mette un dubbio: forse non ha funzionato perché lui non voleva davvero ucciderla. Dean ammette che una parte di lui non vuole che lei muoia, ma che sarebbe più facile se qualcuno la uccidesse. Sam fa notare a Dean che per la prima volta, dopo anni di scelte che hanno dovuto fare sempre da soli, questa volta hanno Dio al loro fianco e possono fare le cose a loro modo. Per intrappolare Amara serve un'arma potente, ma Chuck non ha sufficiente tempo a disposizione per riportare in vita Raffaele e Gabriele, mentre Michele è troppo debole per combattere: questo perché loro tre erano creazioni primordiali e rimetterli in sesto richiederebbe troppo tempo. Quindi fanno il punto sulle "armi" a loro disposizione: Dean convince Crowley ad allearsi alla battaglia contro Amara. Lucifero, invece, si reca in Paradiso per parlare con gli angeli ma, vedendo ostilità dalla loro parte, decide di far riemergere Castiel affinché li convinca. Gli angeli rimproverano Castiel per aver liberato Lucifero, ma lui spiega che nonostante l'arcangelo costituisca un tormento per lui è disposto a sacrificarsi per aiutare Dio a sconfiggere l'Oscurità. Sam viene teletrasportato in Louisiana da Rowena e Clea: la strega si rifiuta di aiutarli dicendo di essere asservita alla magia, non a Dio; Clea, invece, è disposta a farlo perché lei serve entrambi così cerca di convincere Rowena a unirsi in battaglia. Crowley nel frattempo ascolta Dean che gli dice che ora hanno un piano: lui può farne parte, o rimanere in disparte a guardare il mondo finire. Il piano è quindi usare la forza dei demoni, degli angeli e delle streghe al posto della forza degli arcangeli e intrappolare Amara nel Marchio di Caino. Angeli, streghe e demoni decidono di unirsi alla lotta per sconfiggere Amara, la quale si è recata a casa di Donatello e lo sta torturando per farsi dare informazioni. Donatello non è disposto a dirle dove si trova Dio, ma Amara si nutre della sua anima, venendo così a conoscenza di ogni cosa. Dio è in Kansas e rimuovendo i sigilli di protezione del bunker, riesce a entrare nell'edificio dove comincia a perlustrare le stanze, soffermandosi sulle foto d'infanzia di Dean. In un edificio abbandonato i Winchester, Lucifero/Castiel, Crowley e Rowena si radunano per discutere del piano. Compare anche Chuck che incontra Crowley e Rowena per la prima volta. Rowena si scusa per tutto ciò che ha fatto nella sua vita ed è certa che Chuck non sia uno dei suoi più grandi fan, ma Lui ammette che, nonostante suoi antagonisti, sia lei che Crowley sono stati uno dei suoi "peccati piacevoli". Chuck spiega che al momento ha una protezione che lo scherma da Amara e solo quando la rimuoverà lei sarà in grado di trovarlo. Inoltre chiede ai suoi "soldati" se hanno le truppe in posizione. Le prime a intervenire saranno le streghe, poi gli angeli, a seguire i demoni e infine Lucifero. Quando Amara sarà indebolita, Dio la intrappolerà nel Marchio di Caino che sarà portato da Sam, offertosi volontario. Dean non è d'accordo ed è disposto a sacrificarsi per il fratello, ma Chuck rifiuta perché il Marchio ha già plagiato Dean una volta. Nonostante Dean non sia entusiasta di questa parte del piano, accetta di fidarsi del piano di Dio. Rowena riesce a mettersi in contatto con Amara e, dopo averle riferito che si trova assieme a Dio, la esorta a raggiungerla. Amara arriva e rivela a Rowena di essere consapevole si tratti di una trappola, ma non le importa perché tutto ciò che voleva era un incontro con suo fratello. Rowena le lancia un incantesimo potenziato dall'aiuto di altre streghe, ma Amara risponde all'attacco che uccide le streghe, lasciando viva solo Rowena. Intervengono così gli angeli che colpiscono Amara con una bomba; infine arrivano i demoni e Crowley. Amara indebolita, ma non ancora sconfitta, entra nell'edificio dove è nascosto Chuck e lo accusa di averla tradita nuovamente, ma viene sorpresa da Lucifero che la trafigge con una lancia. Chuck blocca Lucifero dall'uccidere Amara e si scusa per tutto ciò che ha fatto. Amara lo rimprovera di averla lasciata per milioni di anni da sola chiusa in una gabbia, sperando solo di morire, e gli chiede quale sia stato il suo crimine. Chuck le dice che il mondo doveva essere creato e lei non glielo avrebbe permesso, quindi non gli ha lasciato altra scelta. Lei è incredula e lo accusa di averla rinchiusa solo perché non accettava l'idea che lei potesse esistere e avere gli stessi suoi poteri: erano potenti perché vivevano l'uno in relazione all'altra. Secondo lei non è vero che ha creato gli Arcangeli per portare la luce, ma lo ha fatto perché voleva diventare più potente, per diventare il Signore, per questioni di Ego: Lui voleva solo essere grande. Chuck ammette che ciò è vero, ma che si tratta solo di una parte della verità: tutto ciò che ha creato non lo ha fatto per questioni di orgoglio, ma perché era tra le Sue mani e aspettava solo di essere concretizzato. Era semplicemente lì. Amara dice di averlo amato e gli concede la vittoria chiedendogli di ucciderla. Chuck si scusa e dà il via alla procedura che lo porterà a imprigionare nuovamente Amara nel Marchio di Caino, che comincia pian piano ad apparire sul braccio di Sam. Amara capisce che Chuck non la ucciderà e non è disposta a farsi imprigionare nuovamente, così combatte contro il fratello, ferendolo mortalmente dopo aver espulso Lucifero dal corpo di Castiel. Amara dice a Dean che Chuck non è ancora morto e non morirà prima di aver visto come lei ridurrà il mondo e tutto ciò che lui ha creato e amato verrà trasformato in cenere. Rowena scruta l'orizzonte e nota che sta per succedere qualcosa di catastrofico. Amara dà il benvenuto alla fine.
- Supernatural Legend: Angeli, Demoni, Dio, Lucifero, Streghe, Oscurità
- Guest star: Emily Swallow (Amara), Rob Benedict (Chuck Shurley), Keith Szarabajka (Donatello Redfield)

## Alfa e Omega
- Titolo originale: Alpha and Omega
- Diretto da: Philip Sgriccia
- Scritto da: Andrew Dabb

### Trama
Sam e Dean si rialzano e aiutano Chuck e Castiel, scoprendo così che Lucifero ha abbandonato il corpo dell'amico dopo che Amara lo aveva espulso. Chuck è seriamente ferito e sta molto male. Dean gli chiede come possono curarlo e Lui gli rivela che non possono, solo Amara potrebbe ma non lo farà mai. Rowena invita tutti a uscire dall'edificio per vedere ciò che sta succedendo. La luce in cielo si sta affievolendo perché il Sole si sta spegnendo. Amara intende distruggere il mondo, facendo morire il Sole, che è la sorgente di vita per tutte le cose sulla Terra. Chuck teletrasporta tutti nel bunker, dove il primo pensiero di Dean è quello di cercare della birra. Sam lo rimprovera, ma Dean gli dice che ha bisogno di cose concrete da combattere a meno che loro tutti non abbiano idea di come riuscire a "curare" il Sole. Intanto, a Londra, Lady Antonia "Toni" Bevell viene messa al corrente degli ultimi eventi ed entra in una stanza segreta della sua casa, recante il simbolo degli Uomini di Lettere, in cui conserva delle informazioni sui fratelli Winchester. La donna sta tenendo d'occhio i due cacciatori da molti anni e su ordine dei membri Anziani prende un volo per il Kansas. Nel frattempo, nel bunker, Dean continua a bere birra perché trova stupido morire sobrio e la offre anche a Sam che rifiuta, invece Rowena si offre di preparare il tè per Chuck. Crowley, rimasto solo con lui, lo mette in guardia sul fatto che Rowena lo sta usando perché cerca sempre di schierarsi con chi ha potere, ma Chuck gli fa notare che in quelle condizioni è troppo debole e non può essere di vantaggio a nessuno. Mentre Chuck, Rowena e Crowley sembrano ormai arresi dal voler combattere, Sam, arrabbiato con tutti, propone di fare qualcosa. Chuck gli dice che qualsiasi cosa facciano, non potranno salvare la situazione: Lui sta morendo e quando sarà morto l'equilibrio tra la Luce e l'Oscurità cesserà di esistere. Sam propone allora di uccidere Amara dato che se lei e Chuck dovessero cessare di esistere insieme, l'universo si bilancerà da solo. Dean chiede a Castiel come si sente ora che Lucifero ha lasciato il suo corpo. L'angelo si mostra pentito per aver fatto da tramite a Lucifero, ma Dean lo conforta e rassicura in quanto aveva buone intenzioni. Inoltre gli dice che lo considera come un fratello perché è sempre stato al fianco dei Winchester e non li ha mai abbandonati. Chuck rivela che anche Amara ha un punto debole: la luce. È necessaria però una grande quantità di luce, come quella generata da una supernova, per ucciderla. Siccome Lui sta morendo e il Libro dei Dannati non contiene incantesimi che possano funzionare contro Amara, Castiel propone di creare una fonte di luce utilizzando le anime presenti in Paradiso e all'Inferno. Rowena è d'accordo: se le metteranno a disposizione un grosso numero di anime, potrà essere in grado di creare una "bomba" per distruggere Amara. Sam e Dean pensano che anche le anime dei fantasmi del Waverly Hills Sanatorium potrebbero essere utili: le metteranno assieme all'interno di un cristallo per creare la bomba. Così i due si recano al sanatorio e, grazie a un trucco insegnatogli da Rowena, catturano in breve tempo un numero considerevole di anime rinchiudendole nel cristallo. Quando stanno uscendo, un'incuriosita Billie appare alla loro spalle. Nel bunker il gruppo sta ancora discutendo su come poter reperire altre anime. Castiel li informa che gli angeli non sono disposti a collaborare perché sanno che Dio sta morendo e non pensano si possa vincere contro Amara, quindi intendono dare una fine dignitosa alle anime del Paradiso. Billie arriva al bunker, dice di aver visto ciò che i Winchester hanno fatto a Waverly Hills e chiede cosa stia succedendo. Quando glielo spiegano, la mietitrice offre loro il suo aiuto e fornisce loro molte anime. Intanto Amara si trova in un parco dove conversa con una donna anziana che le dice di aver dato da mangiare ai piccioni per 20 anni di fila, considerandoli così la sua famiglia: suo marito è morto due anni prima e il figlio continua a sottoporle brochure di case di riposo. Amara le chiede se lo odia, l'anziana risponde che a volte in effetti lo odia, ma che si sa: quando si odiano i familiari, allo stesso tempo li si ama. La bomba è pronta ma, per essere scagliata contro Amara, dovrà essere portata da qualcuno che può avvicinarsi a lei, ovvero Dean. Rowena rivela a Dean che lui non trasporterà la bomba, ma sarà la bomba: l'arma verrà messa nel suo corpo e quando si avvicinerà ad Amara dovrà semplicemente schiacciare pollice e indice, affinché la bomba esploda. Rowena procede con l'incantesimo e trasferisce le anime dal cristallo al corpo di Dean, il quale ha un'ora di tempo per portare a termine il suo compito. Dean si reca sulla tomba della madre, poi dice addio a Sam e Castiel. L'angelo abbraccia Dean e si offre di accompagnarlo, ma Dean si rifiuta e chiede a Castiel di rimanere a proteggere il fratello. Dopodiché chiede gli venga fatto un bellissimo funerale con open bar, coro e cover band. Dean è pronto, quindi si fa teletrasportare da Chuck nel parco dove si trova Amara, mentre gli altri si recano tutti assieme in un locale chiuso, ma riaperto da Crowley per la particolare occasione. Dean si offre ad Amara in cambio della salvezza del mondo, ma Amara gli dice di sapere della bomba nascosta nel suo petto. Dean spiega che lei non gli ha lasciato altra scelta e Amara gli rivela che dopo la morte di Dio, il mondo andrà nel Nulla: l'universo cesserà di esistere compresa lei, e che non è stata propriamente lei a indebolire il Sole, questa infatti è solo una conseguenza dell'imminente morte di Dio. Nel locale il gruppo sta ascoltando le notizie alla televisione dell'imminente catastrofe e le condizioni di salute di Chuck sembrano peggiorare sempre più. Amara rinnova la sua rabbia nei confronti del fratello, colpevole di averla prima tradita e imprigionata per miliardi di anni e ora di avergli mandato Dean per ucciderla. Dean le dice che in effetti Dio è al corrente di tutto, ma che l'idea non è stata sua e la fa ragionare sul concetto di famiglia. Le spiega che la vendetta, una volta ottenuta, ti fa sentire bene ma solo per poco tempo. Lo sa perché lui e Sam ci sono passati e, nonostante abbiano avuto molti dissapori, hanno sempre superato tutto perché hanno bisogno l'uno dell'altro e sono una famiglia. Secondo Dean, lei non vuole rimanere sola e pensa che questo sia il motivo per cui gli ha chiesto di far parte di lei. La esorta a mettere da parte la rabbia e a dirle cosa vuole esattamente. Chuck sta cercando di sopravvivere, Sam si alza per andare a prendergli dell'acqua, ma Amara teletrasporta Chuck nel parco con lei e Dean. Gli dice di quanto gli abbia voluto bene quando erano solo loro due e che pensava di essere sicura che anche Lui la amasse. Chuck poi ha cominciato a creare tutte le altre cose e lei ha pensato di non bastargli e ha cominciato ad odiare tutto ciò che Lui andava via via creando. Si è ora resa conto, dopo tantissimo tempo, che aveva torto e tutto ciò che Lui ha creato è veramente molto bello. Gli rivela che tutto ciò che desidera per loro è poter essere di nuovo una famiglia. Prende Chuck per mano e una luce si sprigiona. Sam, Castiel, Crowley e Rowena escono dal locale e vedono che il Sole torna a splendere: pensano così che Dean ce l'abbia fatta e sia morto per salvarli. Amara sta curando Chuck che, una volta guarito, dice a Dean che lui e Amara per un po' se ne andranno via per una sorta di "riunione di famiglia". Chuck prima di andarsene libera Dean delle anime che aveva nel petto e alla richiesta di Dean su come andranno le cose sulla Terra ora, Chuck risponde che tutto andrà bene perché ci sono lui e Sam a proteggerla. Amara ringrazia Dean per averle dato ciò di cui lei più aveva bisogno e vuole ricambiare facendo altrettanto per lui. Sam e Castiel non sanno ancora che Dean è vivo e, tristi, rientrano nel bunker. Castiel dice a Sam di essere a sua disposizione se desidera parlare o ha bisogno di conforto. Entrambi vengono sorpresi da Toni che attiva un simbolo enochiano per allontanare l'angelo, rimanendo da sola con Sam. Toni gli punta contro una pistola e spiega di far parte della sezione londinese degli Uomini di Lettere: è stata mandata lì per catturare i fratelli Winchester e punirli per tutto ciò che è successo in precedenza con gli Arcangeli, i Leviatani e l'Oscurità. L'accusa è di essersi immischiati in cose che non capivano e di aver causato molti danni all'Umanità. Gli chiede quindi dov'è Dean, ma Sam le rivela che suo fratello è morto. Sam cerca un confronto con Toni e le intima di abbassare l'arma, ma lei preme il grilletto. Nel frattempo Dean sta cercando di fare ritorno al bunker: è notte e sta vagando in un bosco dove il telefono non ha segnale; sente la voce di una donna che chiede aiuto e appena la trova, realizza di avere di fronte sua madre.
- Supernatural legend: Oscurità, Dio, Angeli, Demoni, Stregoneria, Mietitori
- Guest star: Emily Swallow (Amara), Rob Benedict (Chuck Shurley), Elizabeth Blackmore (Toni Bevell)
- Musiche: Don't let the sun catch you crying (Gerry and the Pacemakers)